# Gask Ridge

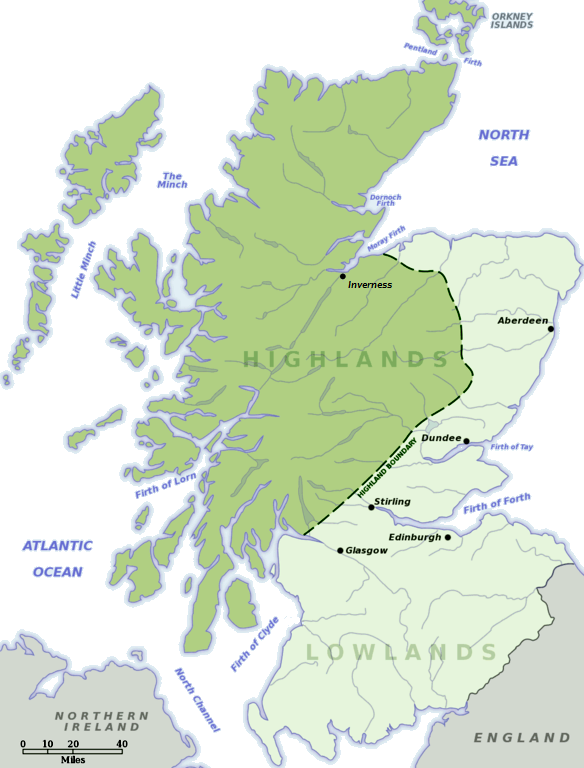
Verteilung der Highlands und Lowlands in Schottland

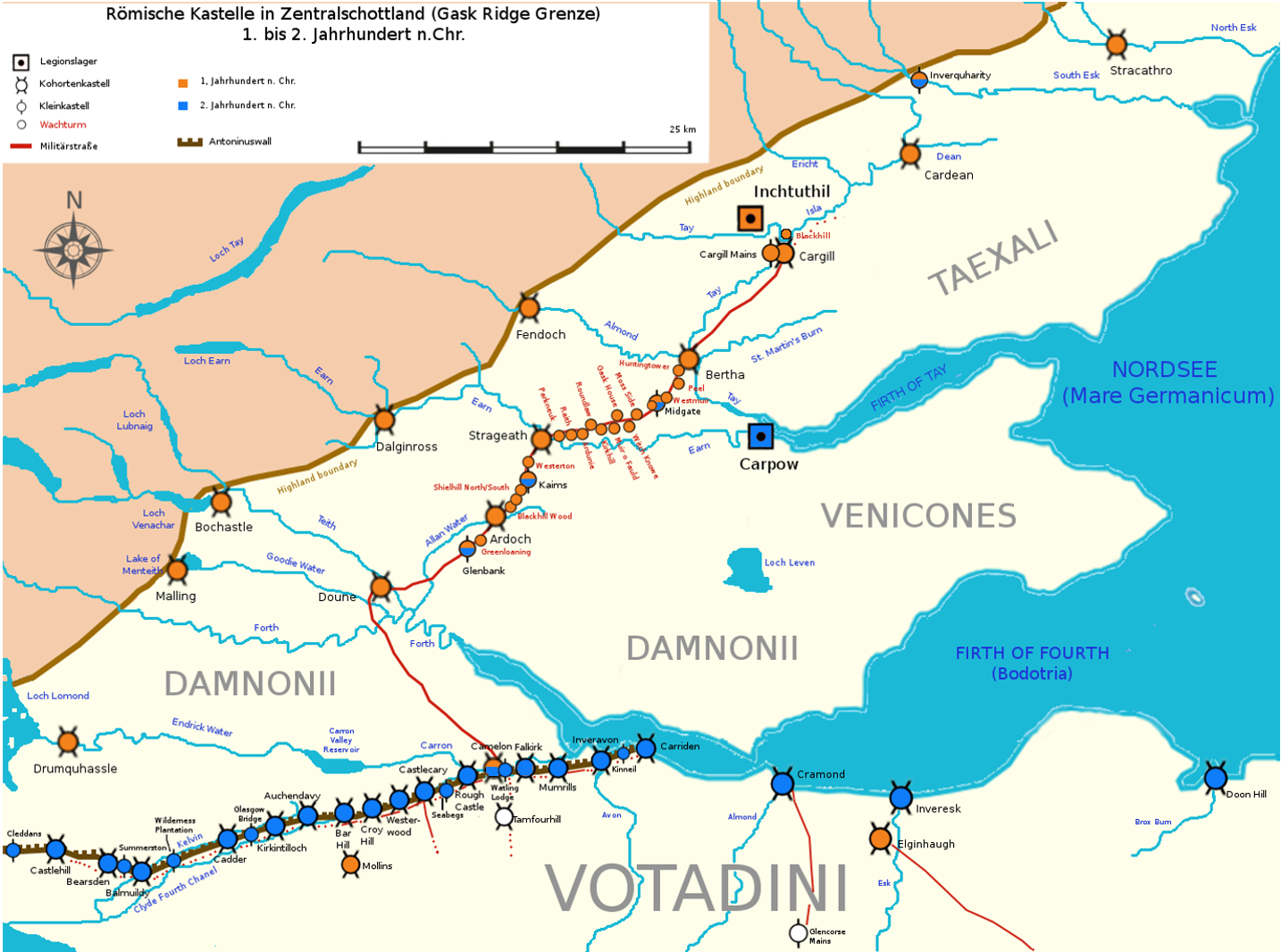
Kastell- und Wachturmkette der Gask Ridge und Zentralschottland, sowie Verlauf der Militärstraße (85 n. Chr.)

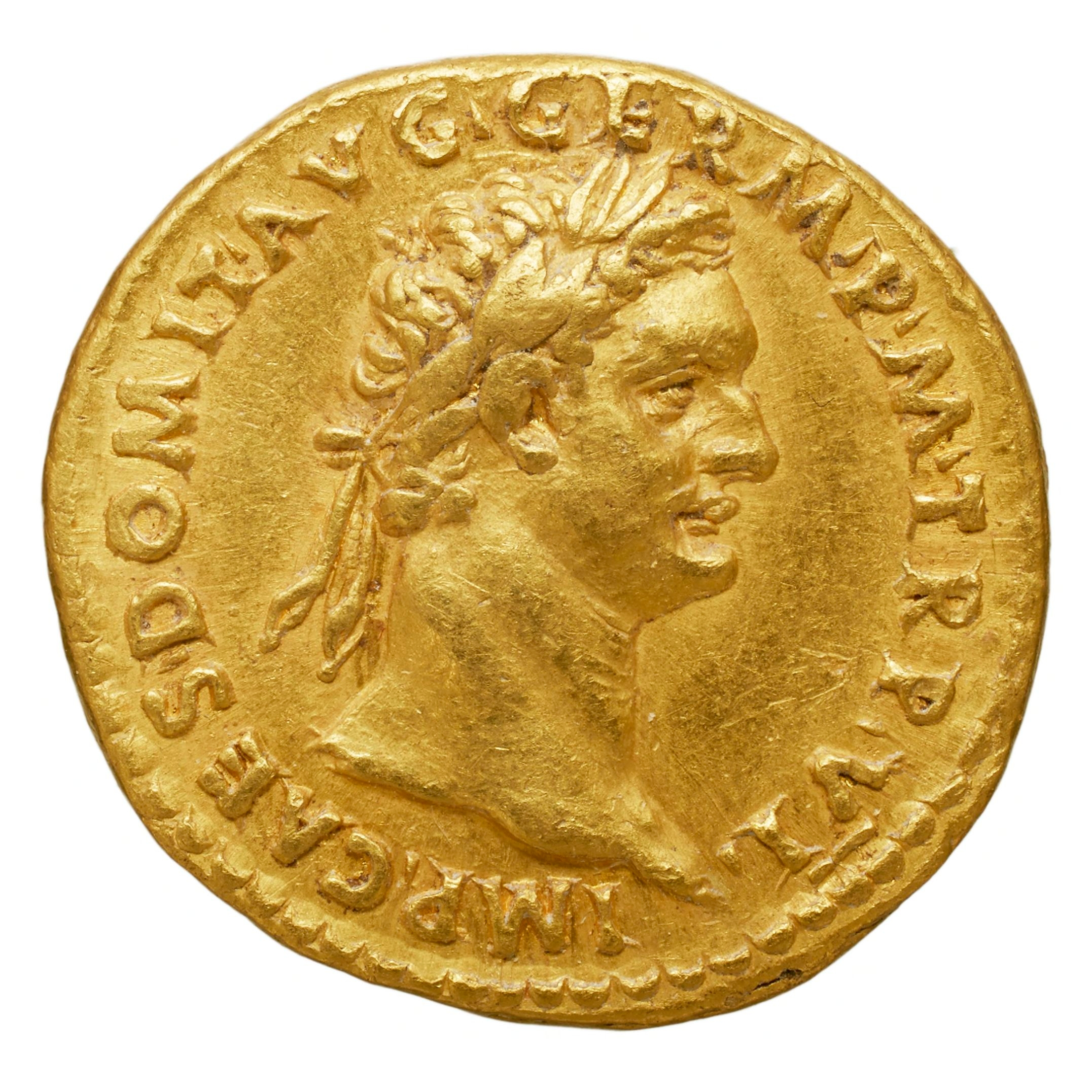
Münzportrait des Domitian

Gask Ridge ist der Sammelbegriff für eine Reihe von Befestigungsanlagen, die von den Römern im heutigen Zentralschottland errichtet wurden. Das sogenannte Gask-Ridge-System verlief entlang eines den Lowlands vorgelagerten Höhenzuges und bildete zusammen mit den „Glen-Blocker“-Kastellen die nördlichste von der römischen Armee gezogene Grenzlinie rund um die früheste befestigte Landgrenze Roms, die 40 Jahre vor dem Hadrianswall und 60 Jahre vor dem Antoninuswall errichtet wurde.
Es handelt sich dabei um ein lineares Beobachtungs- und Kommunikationssystem, das den Römern die Kontrolle der von ihnen besetzten Gebiete in Ost- und Zentralschottland ermöglichte. Die ersten Kastelle und Wachtürme entstanden in der Amtszeit des Statthalters Agricola. Obwohl der gegenwärtige Konsens in der Forschung darin besteht, dass das gesamte Gask-Ridge-System aus dem späten ersten nachchristlichen Jahrhundert stammt, kann dies noch nicht als zweifelsfrei bewiesen angesehen werden. Auch die Meinung über die Art ihrer Funktion ist derzeit noch geteilt zwischen jenen, die glauben, dass dies eine bewachte Grenzzone war und jenen, die dies lediglich als streng kontrollierte Nachschublinie zum Legionslager Inchtuthil ansehen. Die Besatzungen der Befestigungsanlagen sollten wohl Einfälle kaledonischer Stämme verhindern und helfen, den Grenzverkehr zu überwachen. Die meisten der Festungsanlagen waren nur für einen sehr kurzen Zeitraum mit römischen Soldaten besetzt, einzelne von ihnen dürften aber im 2. und vielleicht auch noch einmal im 3. Jahrhundert wiederverwendet worden sein. Es ist auch unklar, ob der größte Militärstützpunkt in dieser Region, das Lager von Inchtuthil, zur Zeit der Etablierung dieser Grenze noch besetzt war.
Das Gask-Ridge-System wird heute als Prototyp der befestigten römischen Limites angesehen. Die Anlage von Wachturmketten, die entlang einer Straße wie an der Gask Ridge oder entlang eines Flussufers wie z. B. an der Donau aufgereiht waren, gipfelte später in der Entstehung durchgehender Sperrwerke wie des Hadrians- und des Antoninuswalls sowie ähnlicher Grenzschutzsysteme auf dem europäischen Kontinent und in Nordafrika. Besonders bemerkenswert an dieser Okkupation ist auch, dass die Römer zunächst eine beträchtliche Anzahl an Personal und Kosten investierten, um in das Land einzudringen und es zu erobern. Aber als alle erforderlichen Sicherungsmaßnahmen dafür abgeschlossen waren, trat etwas ein, was nur sehr selten zuvor in ihrer Geschichte passiert war, sie gaben nach relativ kurzer Zeit ihre neuen Eroberungen wieder auf, sollten jedoch noch zweimal zurückkehren. 142 n. Chr., wahrscheinlich um das militärische Ansehen des Kaisers Antoninus Pius (138–161) zu stärken und 208 n. Chr., als Kaiser Septimius Severus (193-211) letztmals versuchte, die Nordgrenze wieder dauerhaft bis nach Schottland vorzuschieben.

## Lage
Der Gask-Ridge-Limes befindet sich am Rande des Hochlandes in Zentralschottland, zwischen der Küste des Firth of Forth und dem Fluss Tay. Ein Teil der Befestigungskette verlief entlang der von Ost nach West verlaufenden Gask Ridge (Gasg Bergkamm oder Hügelland), eines rund 70 Meter hohen, von Ost nach West ausgerichteten Höhenrückens nördlich des Flusses Earn. Er liegt zwischen dem Hochlandmassiv und der Fife-Halbinsel, eines Küstenstreifens mit größeren landwirtschaftlich nutzbaren Flächen, der bis zum Moray Firth reicht. Von ihm aus bietet sich ein ausgezeichneter Blick nach Norden in Richtung Glenalmond sowie in die Ebene von Strathearn. Die gesamte Grenzzone erstreckte sich im Wesentlichen über die ehemaligen schottischen Grafschaften Perthshire, Clackmannanshire und Kinross-shire, jetzt Region Tayside, das ist vom Loch Lomond bis zum Fluss North Esk und endete in Stracathro in Angus. Sie markierte (im Verbund mit einer Militärstraße) die Übergangslinie (Highland boundary) von den fruchtbaren Lowlands zu den unwirtlichen Highlands, den Gebirgsregionen um das heutige Perth, Kinross und Angus.

## Topographie

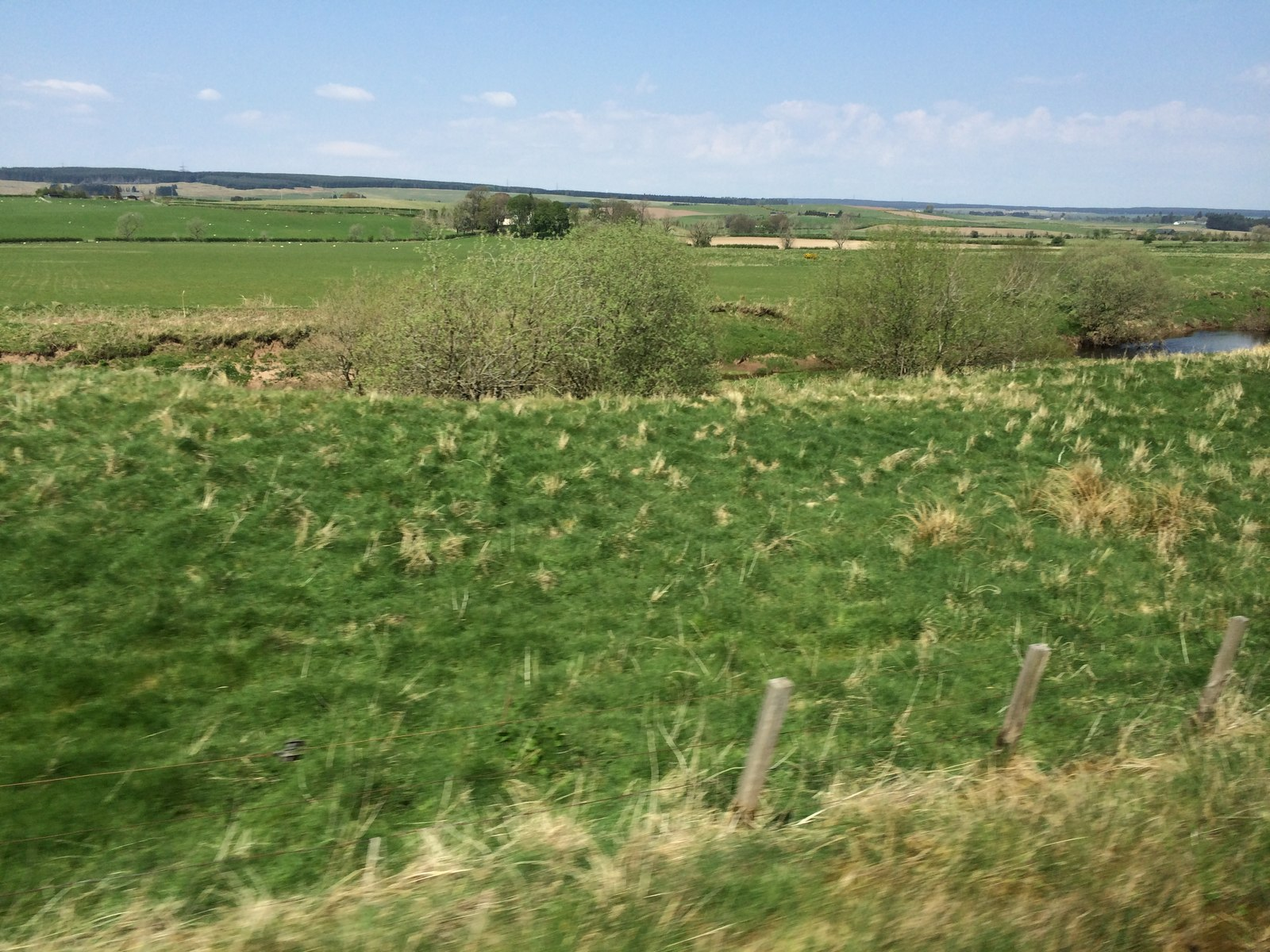
Landschaft östlich von Greenloaning

Händler, Jäger, Spione und wahrscheinlich auch Erkundungsfahrten der römischen Flotte lieferten wertvolle Informationen über die Geographie und Bewohner Nordbbritanniens. Das Land ist von extremen landschaftlichen Kontrasten bestimmt. Norden und Westen zählten zum riesigen Hochlandmassiv, das von tief eingeschnittenen Seen und Tälern geprägt ist. Dahinter lagen viele Inseln, einige davon ziemlich groß, dazwischen ein wahres Labyrinth von Seewegen und versteckten Buchten. Der Osten hingegen wurde von drei weit ins Land ragende Flussmündungen dominiert – den Forth's von Five, Tay und Moray –, die die Küstenlinie und ihre sehr fruchtbaren Böden entwässerten. Viele der Talböden waren damals wegen ausgedehnten Sümpfen und Seen (Lochs) unpassierbar, aber Hänge und Hügel eigneten sich gut für Besiedlung und Landwirtschaft. Im Süden lag der gebirgige Ausläufer des Hochlands. Er ist zwar wesentlich niedriger, seine Hänge sanft abfallender als im Norden, aber abgesehen von seinen Küstenrändern und den wenigen sie kreuzenden fruchtbaren Tälern sind dessen Böden viel unproduktiver und er stellte zudem ein großes Hindernis für die römischen Armeen dar. Die Landenge zwischen den Flussmündungen von Forth und Clyde, war eine Sumpflandsenke, das an den stark mäanderden Oberlauf des Forth grenzt und Schottland wie in zwei Inseln teilt. Der einzige gut passierbare Zugang von Süden zu den nordöstlichen Küsten oder zu den Highlands lag in der Nähe von Stirling.

## Forschungsgeschichte und Gask Ridge Projekt
Die wissenschaftliche Untersuchung des Gask Ridge begann an der Wende vom 19. zum 20. Jahrhundert, explizit mit den Ausgrabungen der Festung bei Kaims Castle und einigen der acht Wachtürme durch David Christison, deren Lage damals schon bekannt war. Zwischen den 1960er und 1970er Jahren wurden immer wieder kleinere Untersuchungen durchgeführt. Obwohl sie einige aufschlussreiche Erkenntnisse über diesen frühen römischen Limes erbrachten, lieferten sie jedoch keine klaren Datierungsnachweise, noch dazu waren einige Schlussfolgerungen der beteiligten Archäologen fehlerhaft. Als in Glenbank 1983 ein weiteres Kleinkastell ans Licht kam, zusammen mit Beweisen für die Existenz von zehn weiteren Türmen, erkannte man, dass sie anhand der Anzahl ihrer Wehrgräben in zwei Gruppen eingeteilt werden konnten (Double ditch Group und Single ditch Group). Darüber kamen in Gask House ein Keramikfragment aus flavischer Zeit und ein – möglicherweise – zweites in Westerton zum Vorschein, jedoch alle beide in der nördlichen Single ditch Group. Damit konnte endlich ihr wahrscheinliches Gründungsdatum eingegrenzt werden. Die Entdeckung des flavianischen Kastells in Doune ermöglichte die (mutmaßliche) Lokalisierung des südlichen Endes des Gask-Ridge-Systems. Einige Forscher plädierten für ein frühes Datum, d. h. zur Absicherung von Agricolas viertem Feldzug, etwas später soll es – lt. dieser Theorie – durch die Glen-Blocker-Kastelle ersetzt worden sein, andere unterstützen ein späteres Gründungsdatum des Gask-Ridge-Systems. Umstritten ist nach wie vor, zu welchem Zweck dieses aufwendige Überwachungssystem errichtet wurde. Einige Forscher sind der Meinung, dass es im Wesentlichen nur ein Versuch gewesen sein soll, nach der Aufgabe des Legionslagers von Inchtuthil wenigstens die landwirtschaftlich attraktive Fife-Halbinsel und die Lowlands zu halten.
Das bislang umfangreichste Forschungsprogramm in dieser Region, das Roman-Gask-Ridge-Projekt wurde 1995 von David Wooliscroft an der Universität von Manchester gegründet. Seitdem wurden in dieser Region umfangreiche Vermessungen, Ausgrabungen und Archivarbeiten durchgeführt. Die Mitarbeiter sehen ihre Aufgabe darin, das gesamte römische Schottland nördlich der Antoninischen Mauer abzudecken. Das Hauptaugenmerk liegt auf den Militäranlagen in Perthshire, genauer von Glenbank (nördlich von Dunblane) bis Bertha am Tay. Das Projekt hat bisher neunzehn Ausgrabungen und zahlreiche andere Untersuchungen durchgeführt sowie ein Museum eingerichtet. Der Gask-Ridge-Limes ist auch deswegen für die Forschung von besonderer Bedeutung, weil er veranschaulicht, wie einer der frühesten römischen Limites sich entwickelt und im Laufe der Zeit verändert hat. Die derzeitige Landnutzung in der Region setzt sich heute aber aus intensiver Landwirtschaft im Talboden bis hin zu forstwirtschaftlichen Plantagen entlang des Höhenkamms zusammen, was eine Untersuchung der genauen Funktionsweise der Türme und Kastelle erschwert.

## Entwicklung

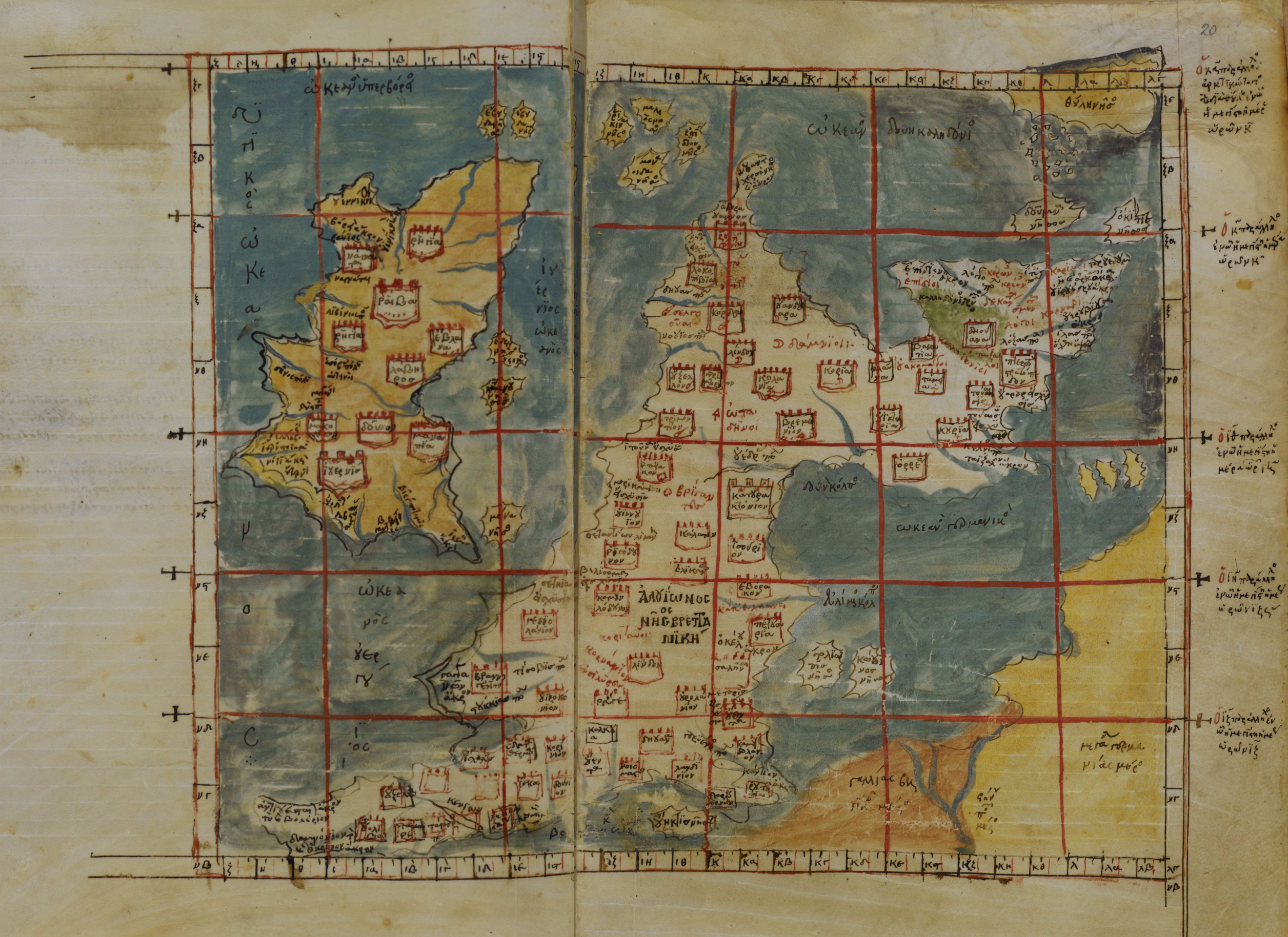
Mittelalterliche Kopie einer Karte vom Berg Athos (um 1300), basierend auf Ptolemäus Beschreibung der britischen Inseln, Schottland ist rechts oben zu sehen

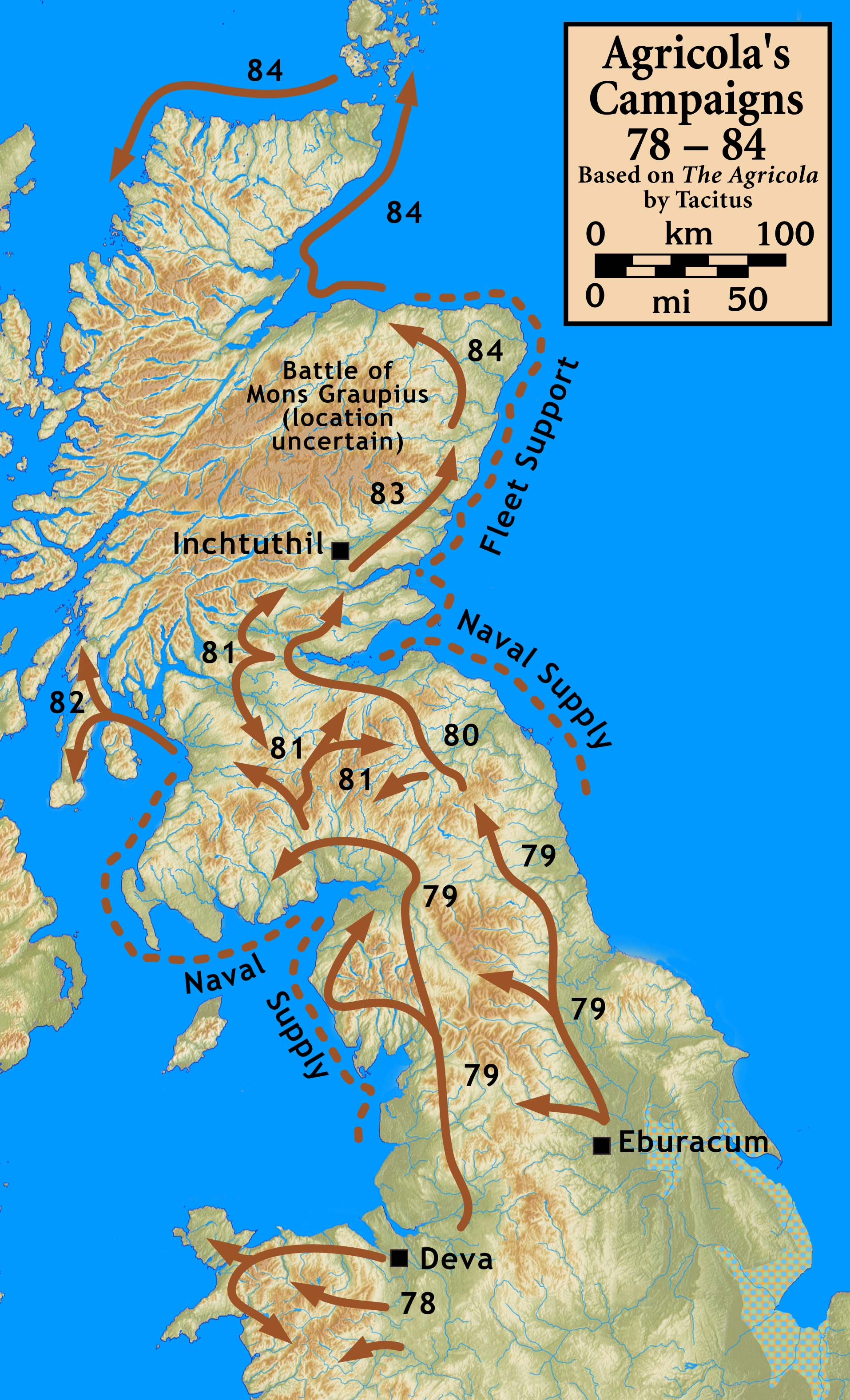
Die Caledonienfeldzüge des Agricola, 78-84

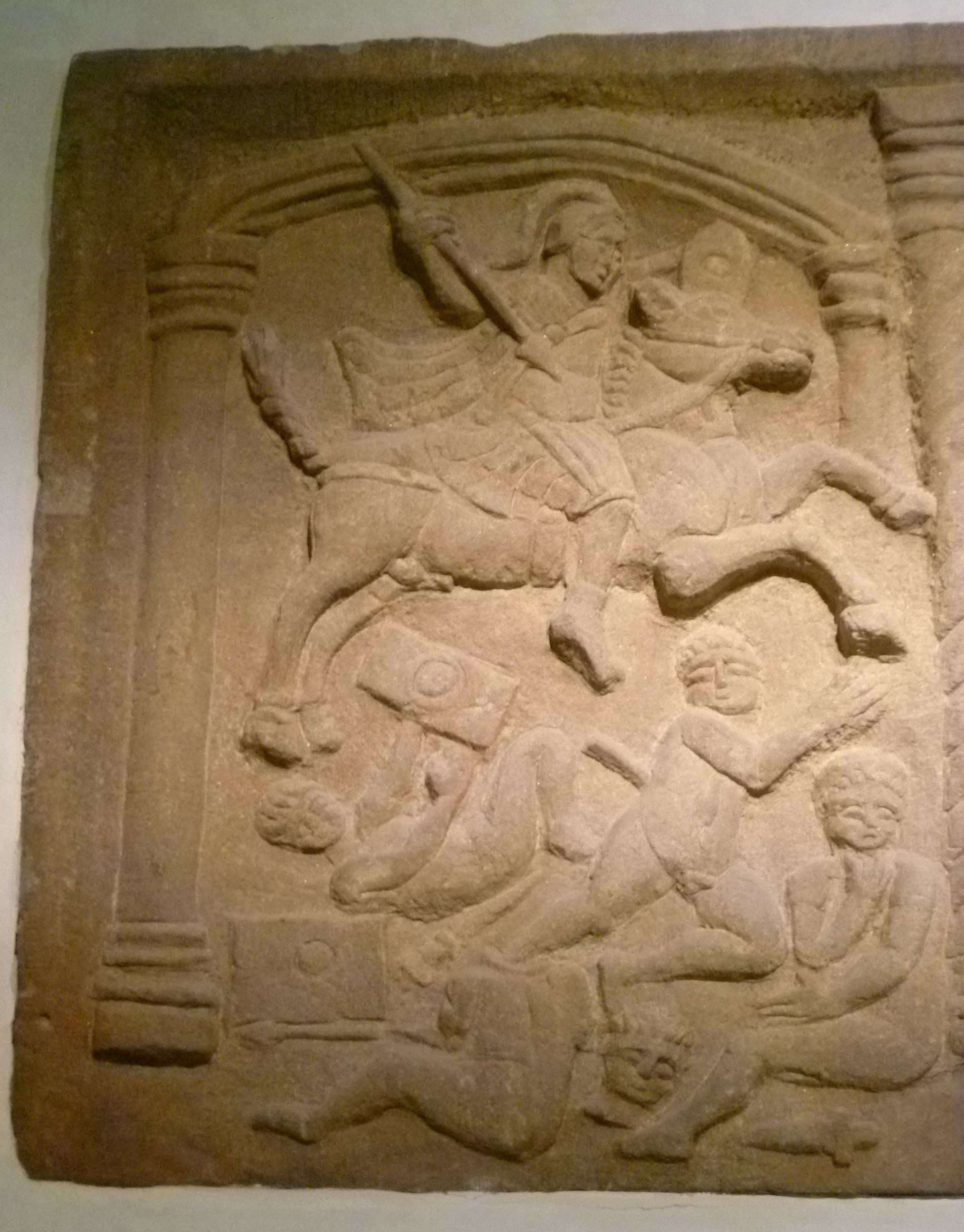
Römischer Kavallerist der piktische Stammeskrieger niederreitet, Relief des Bridgeness Slab, eine Bauinschrift aus Bo’ness (Antoninuswall, um 142 n. Chr.), heute im National Museum of Scotland

### Vorgeschichte
Schottland war den Römern zu Beginn der agricolanischen Feldzüge nicht gänzlich unbekannt. Sie waren schon seit 40 Jahren in Britannien ansässig und hatten ihren Machtbereich in dieser Zeit immer weiter ausgedehnt. Nachdem Claudius im Jahr 43 n. Chr. den ganzen Südwesten Englands erobert und in das Römische Reich eingegliedert hatte, war die weitere Expansion nach Norden nur noch eine Frage der Zeit. Die Votadini, die im Südosten Schottlands siedelten, gerieten schon früh unter römischen Einfluss, als der Statthalter Quintus Petillius Cerialis eine Armee entsandte, um ihr Territorium bis an die Ufer des Firth of Forth zu besetzen. Die Legio XX Valeria Victrix nahm eine westliche Route durch Annandale, um so das Stammesgebiet der Selgovae zu isolieren, die das zentrale und südliche Hochland besiedelten. Danach stieß Cerialis noch weiter nach Norden vor und begann vermutlich mit dem Bau der ersten Glen-Blocker-Kastelle nördlich und westlich der Gask Ridge, die die Grenze zwischen den Venicones im Süden und den Caledonii im Norden markierte. Kaiser Vespasian (77–78 n. Chr.), der als Legionslegat an der Invasion von 43 n. Chr. teilnahm, plante ganz Britannien den Willen Roms zu unterwerfen. Mit der Ernennung Gnaeus Iulius Agricolas zum Statthalter (Legatus Augusti Pro-Praetore) der Provinz Britannien, nach der erfolgreichen Befriedung der walisischen Stämme und der Briganten, sollte nun die Eroberung der restlichen Insel in Angriff genommen werden.

### 1. Jahrhundert
Um 80 n. Chr. marschierte Agricolas Armee in das heutige Schottland ein und zog zunächst entlang der Ostküste bis zum Fluss Tay  (Tina). An strategisch wichtiger Stelle (Newstead, Elginhaugh) und an der Landenge zwischen Tyne und Forth wurden Kastelle errichtet. Tacitus bestätigt in seinem Werk De vita Iulii Agricolae, dass die Armee seines Schwiegervaters nach 80 n. Chr. in dieser Region operierte:

„Den vierten Sommer verwendete er [Agricola] darauf, zu halten, was er durcheilt hatte, und hätten die Tapferkeit der Armeen und der Ruhm des römischen Namens es gestattet, so hätte in Britannien selbst eine Grenze für unsere Eroberungen gefunden werden können. Den Clota (Firth of Clyde) und Bodotria (Firth of Forth), Meeresarme, die durch die Gezeiten gegenüberliegender Meere eine ungeheure Strecke [ins Landesinnere] führen, sind nur durch einen schmalen Landstreifen getrennt. Da dieser dann mit Kastellen befestigt und dazu alles näher an den Buchten gelegene [Land] besetzt wurde, wurden die Feinde gleichsam auf eine andere Insel verdrängt.“

In den folgenden zwei Jahren errichtete Agricola zur Absicherung seines Hinterlandes zunächst zwischen dem Forth-Clyde-Tal und dem Tay eine Reihe von Kastellen, von denen später einige auch in den Antoninuswall integriert wurden. Gleichzeitig brach er den Widerstand der südschottischen Stämme. 83 n. Chr. rüstete er sich zu einem Feldzug gegen eine Koalition der nordschottischen Stämme unter Calgacus. Bis 84 n. Chr. stieß Agricola noch weiter – bis ins heutige Aberdeenshire – vor und soll dort die legendäre Schlacht am Mons Graupius geschlagen haben. Tacitus berichtet in diesem Zusammenhang über eine vernichtende Niederlage der Caledonii, die sie angeblich über 10.000 Gefallene kostete. Die genaue Lage des Schlachtfeldes ist nicht überliefert worden. Nach den Beschreibungen des Claudius Ptolemäus lag es an der Nordostküste Schottlands, wahrscheinlich in der Nähe von Aberdeen oder noch weiter nördlich. Trotz seines überwältigenden Sieges zog Agricola sich wieder an die südlichen Ausläufer der Highlands zurück und wurde, nach einer ungewöhnlich langen Amtszeit von sieben Jahren, nach Rom abberufen.
Schon während Agricolas Feldzügen und besonders nach seinem Rückzug bildete sich unter dem neuen Statthalter Sallustius Lucullus ca. 20 km nördlich des Forth-Clyde-Isthmus ein dichtes Sicherungs- und Überwachungsnetz aus Militärstützpunkten heraus, da sich das unwirtliche und nur schwer zugängliche Hochland bald zum Zentrum des anhaltenden Widerstandes gegen die Römer entwickelte. Nach ihrer katastrophalen Niederlage gingen die Caledonii dem offenen Kampf aus dem Weg und wählten von der Sicherheit ihres Stammesgebietes aus die Guerilla-Taktik, um den Eindringlingen weiter zusetzen zu können. Um dieser neuen Bedrohung entgegenzuwirken und vor allem das für ihren Nachschub wichtige landwirtschaftlich nutzbare Land langfristig zu sichern, begann die römische Armee mit dem Bau von weiteren Kastellen und Wachtürmen auf der Gask Ridge. Neben dem Legionslager Inchtuthil oder dem nördlichsten bekannten römischen Militärlager Stracathro bildete diese neue Befestigungskette ein weiteres wichtiges Element zur langfristigen Absicherung ihrer Okkupation. Die jüngsten dort gefundenen römischen Münzen wurden im Jahr 86 n. Chr. ausgegeben. Das könnte bedeuten, dass die Kastelle und Wachtürme nur sechs Jahre lang besetzt waren. Die Etablierung der Gask-Ridge-Grenze zu dieser Zeit wird als die plausibelste Variante angesehen. Die Parallelen zu den Holztürmen stammen überwiegend aus dem 1. Jahrhundert, und das Überwachungssystem wäre im Kontext der Kampagnen von Kaiser Septimius Severus strategisch wenig sinnvoll gewesen. Eine Besetzung in der antoninischen Herrschaftszeit mag ebenfalls eine Möglichkeit sein, scheint jedoch angesichts der Existenz des Antoniniuswalls im Süden eher unwahrscheinlich. Die Sicherung der Gask Ridge könnte daher mit einem von vier Ereignissen verbunden sein:
- dem Halt der Armee an der Landenge Forth/Clyde in Agricolas viertem Feldzug,
- der Konsolidierung des eroberten Territoriums bis zum Ende seines sechsten Feldzugs,
- dem Bau des Legionslagers Inchtuthil und der dazugehörigen Hilfstruppenkastelle in Perthshire und Angus durch Agricola oder seinen Nachfolger,
- dem Rückzug aus Schottland am Ende der 80er Jahre des 1. Jahrhunderts n. Chr.

Die Kastellbesatzungen der Gask Ridge operierten im Feld mit der Legio XX Valeria Victrix, die in Inchtuthil stationiert war. 86 n. Chr. wurde die Legio II Adiutrix auf Veranlassung Kaiser Domitians nach Dakien versetzt. In Britannien standen von da an nur noch drei Legionen. Nach Aufständen in den Pennines und Wales musste auch die Legio XX 87 n. Chr. nach Chester (Deva Victrix) zurückgezogen werden, um die Garnisonen im stets unruhigen Wales zu verstärken. Mit ihr rückte auch ein großer Teil der Hilfstruppen wieder nach Süden ab. Damit war es nicht mehr möglich, die Besetzung Nordostschottlands weiter aufrechtzuerhalten. Eine Reihe von Bronze-Assen von 86 n. Chr. wurde an mehreren Militärstandorten in Schottland entdeckt (z. B. Inchtuthill, Camelon, Strageath, Stracathro, Cramond, Castledykes). Die Münzen, die sich alle noch im fast prägefrischen Zustand befanden, lassen annehmen, dass alle diese Lager bis zu diesem Jahr und wohl auch kurz danach noch besetzt waren. Wenn die römische Besatzung länger angedauert hätte, wäre wohl auch der Bau neuer Befestigungen in Richtung Norden fortgesetzt worden, so lange, bis die Römer alle Landwege in die Highlands vollständig abgeriegelt hätten. Die römische Strategie in Nordschottland ähnelte wahrscheinlich den zuvor weiter südlich durchgeführten Operationen, die Bedrohung durch militärische Einkreisung eindämmen und dann die Kontrolle über die Nahrungsmittelversorgung erlangen. Hätte man dies im vollen Umfang umgesetzt, wäre die Unterwerfung der Lowlands wohl langfristig gelungen. Die Bewältigung der krisenhaften Entwicklung in Mitteleuropa hatte jedoch Vorrang, die Glen Blockers wurden nacheinander aufgegeben und die in Schottland verbliebenen Garnisonen entlang einer Verteidigungslinie im Süden von Tayside konzentriert. Die Kastelle von Ardoch und Strageath wurden zu dieser Zeit beide sekundär (oder vielleicht tertiär) besetzt, dazwischen wurde in Kaims ein neues Kleinkastell errichtet. Die Gask-Ridge-Festungen sollen aber spätestens 90 n. Chr. ebenfalls aufgegeben worden sein. Brandschichten aus dieser Zeit lassen annehmen, dass die Lager von ihren eigenen Besatzungen zerstört wurden. Der Beweis für mehrere Bauphasen bei den Wachtürmen Greenloaning, Shielhill South und Blackhill Wood stellen diese These jedoch in Frage. Es scheint eher unwahrscheinlich, dass sie in dieser kurzen Zeitspanne gleich zweimal umgebaut werden mussten, es sei denn, sie waren aus extrem schlechtem Material errichtet worden. Diese strukturellen Beweise plädieren daher für eine längere Besetzung, die vielleicht noch die gesamte Zeitspanne der flavianischen Herrschaft umfasste, wenn nicht noch länger (trotz der spärlichen Münzfunde).
Es wird in der Forschung noch kontrovers diskutiert, ob die Einrichtung des Gask-Ridge-Limes vielleicht nur ein letzter Versuch war, noch einigermaßen die Kontrolle über die Region zu behalten. Es ist jedoch erstaunlich, dass die damals größte Provinzarmee des Imperiums als dafür unzureichend befunden wurde, obwohl anderswo auch geografisch schwierigere Gebiete von viel kleineren römischen Streitkräften gehalten wurden. Der Abzug könnte – zumindest teilweise – auf den Entwicklungszustand der indigenen Stämme zurückzuführen sein. Während der Feldzüge des Agricola und in der Zeit danach hatten die Römer wohl bald erkannt, wen sie dort unterworfen hatten. Die Menschen lebten in einer dezentralen Gesellschaftsordnung, mit nur wenig oder gar keinen Erfahrungen in einer Regierungsführung die über ihre Dörfer hinausreichte. Dies hatte sich Rom vielleicht anfangs dort erwartet, denn von solchen etablierten Herrschaftssystemen war es bei der Kontrolle seiner Provinzen in hohem Maße abhängig. Die Region hätte für ihre Weiterentwicklung eine ungewöhnlich große Investition in Material, Sicherungs-, Arbeits- und Verwaltungskräfte durch die Römer erfordert, die es ihnen dann auch irgendwann ermöglicht hätten das dafür erforderliche Level an Steuern einzutreiben. Diese Kräfte waren nach Abzug der Legio II Adriutix wohl längerfristig nicht verfügbar. Unter anderen Umständen wäre eine romfreundliche Adelsschicht in neu eroberten, aber besser entwickelten Gebieten in der Lage gewesen, eine solche Entmilitarisierung im Sinne Roms durchzusetzen. Wahrscheinlich erschien den Verantwortlichen ein unbesetztes aber dafür politisch weiterhin zersplittertes Schottland für den Rest Britanniens weniger bedrohlich, was den Rückzug zu einem akzeptablen Risiko machte. Die Römer haben damals möglicherweise auch erwogen, dass ein wahrscheinlicher wirtschaftlicher Nutzen in der Zukunft die momentanen zusätzlichen Belastungen nicht wert waren und durch eine weiter andauernde Besetzung auch in dieser Hinsicht nichts gewonnen werden konnte. Darum konnten wohl bei keinem der schottischen Kastelle Spuren einer trajanischen Belegung nachgewiesen werden, obwohl einige der südlichen Lager – wie z. B. Broomholm – anscheinend erst in frühtrajanischer Zeit aufgegeben wurden.

### 2. Jahrhundert
Kaiser Hadrian erkannte schon bald nach seinem Amtsantritt, dass das Reich nicht mehr unbegrenzt weiter expandieren konnte. Dies führte zur Festlegung von Grenzlinien mit zunehmender Komplexität und Beständigkeit. Die römische Armee begann sich daher schrittweise bis zur Landenge zwischen Solway Firth und Tyne (Stanegate) zurückzuziehen, wo sie schließlich ab 122 n. Chr. den Hadrianswall als feste Grenze errichtete.
Die jüngsten archäologischen Grabungen haben gezeigt, dass einige der Gask-Ridge-Befestigungen mehrmals ohne Anzeichen einer Zerstörung durch Kriegseinwirkungen wieder aufgebaut bzw. erneuert worden waren. In den Kastellen von Ardoch, Strageath und Bertha an der Militärstraße sowie in denen von Cargil, Strathmore und Dalginross kamen Funde aus Antoninischer Zeit ans Tageslicht. Das deutet auf eine Wiederverwendung ab der Mitte des 2. Jahrhunderts hin, die wohl mit der kurzfristigen Vorverlegung der Nordgrenze an den Antoninuswall zusammenfiel. Nach 138 n. Chr. besetzte die römische Armee Südostschottland erneut bis zur Landenge zwischen Clyde und Forth und errichtete ein Sperrwerk von Küste zu Küste. Zusätzlich wurden wieder Lager aus der Zeit von Agricolas Feldzügen reaktiviert. Gleichzeitig wurden einige der Gask-Ridge-Befestigungen besetzt. Im Nordsektor der Wallzone wurden entlang der Militärstraße neue Außenposten eingerichtet. Die Festungen von Camelon, Ardoch, Strageath und Bertha wurden wiederhergestellt, wahrscheinlich auch die von Dalginross und Cargill, nur die Wachturmkette wurde nicht wieder in Betrieb genommen. Es ist auch möglich, dass die vorgenannten Kastelle erst in dieser Zeit erbaut wurden. Trotz all dieser Anstrengungen war die römische Präsens auch diesmal nur von kurzer Dauer. 163 n. Chr. gab die Armee alle Stützpunkte auf und zog sich wieder hinter den Hadrianswall zurück.

### 3. Jahrhundert
In der severianischen Herrschaftszeit zog erneut eine römische Armee durch dieses Gebiet, diesmal um die Pikten zu unterwerfen. Das römische Heer stieß zwischen 209 und 210 weit in den Norden der Insel bis zur Küste des Moray Firth vor. Auch der Antoninuswall wurde noch einmal für kurze Zeit besetzt. Man konzentrierte dabei einen Großteil der Truppen in der Region um das Legionslager Carpow, das am Firth of Tay, nahe dem heutigen Perth lag. Die Archäologiefunde entlang der Gask Ridge zeigen, dass dort einige ihrer Kastelle während der Zeit, in der die römische Armee im Norden operierte, wieder besetzt wurden. Überall in Schottland gibt es auch Belege für eine Reihe von Militärlagern, die erst in dieser Epoche errichtet wurden, zum Beispiel die von Kair House in Aberdeenshire und Carpow. Trotz eines enormen logistischen Aufwandes und großer Menschenverluste konnte mit den Piktenstämmen am Ende nur ein fragiler Frieden ausgehandelt werden, der keine dauerhafte Lösung bot.

## Militärische Infrastruktur

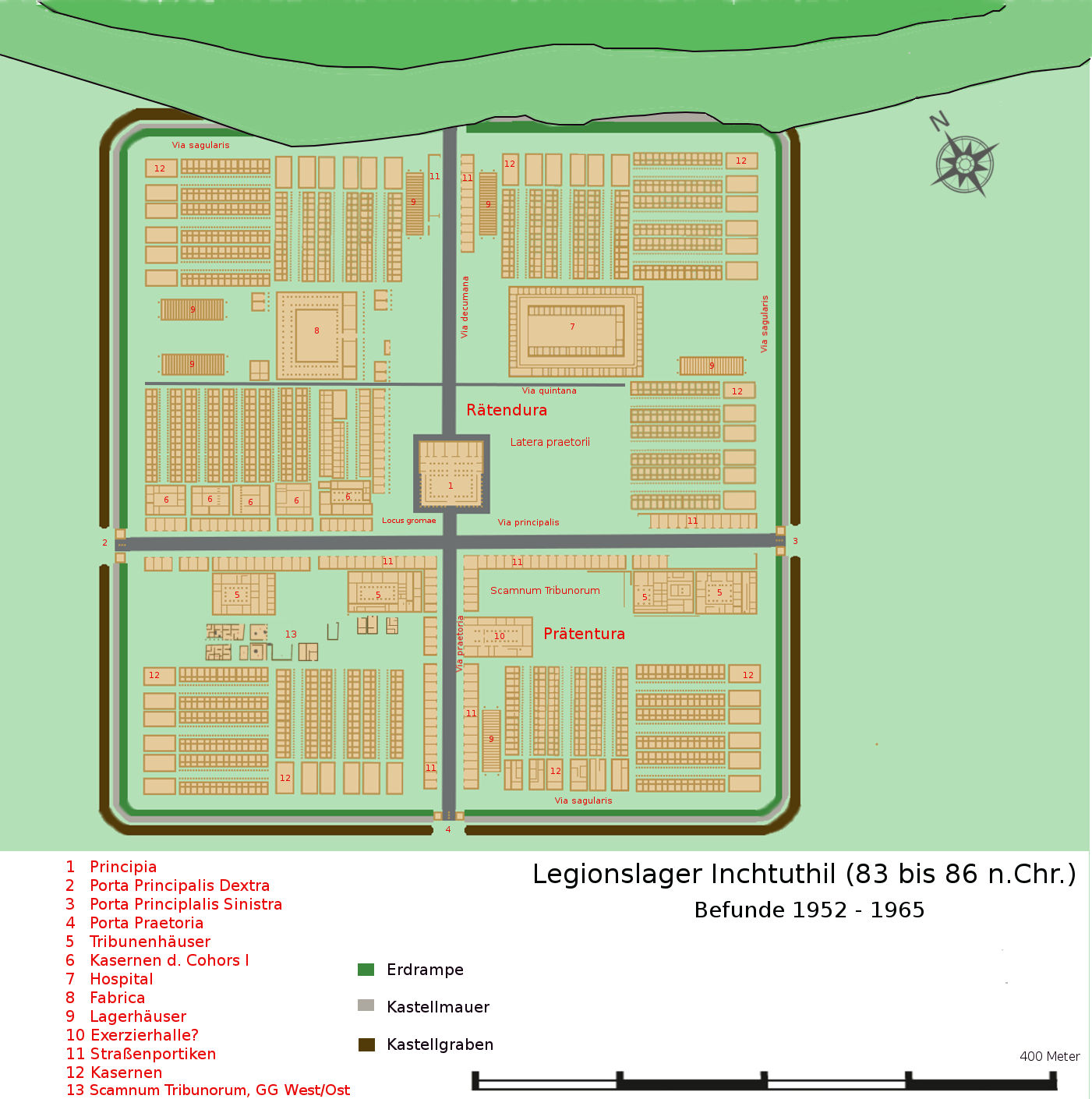
Befundskizze Legionslager Inchtuthil

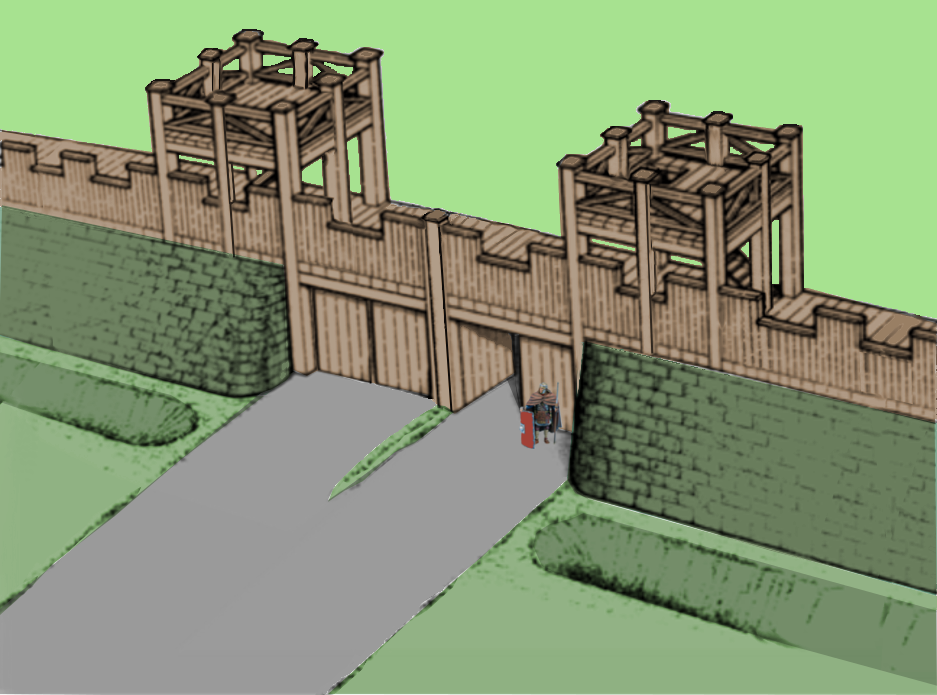
Rekonstruktionsskizze des SO-Tores im Legionslager Inchtuthil (Wallbauphase I)

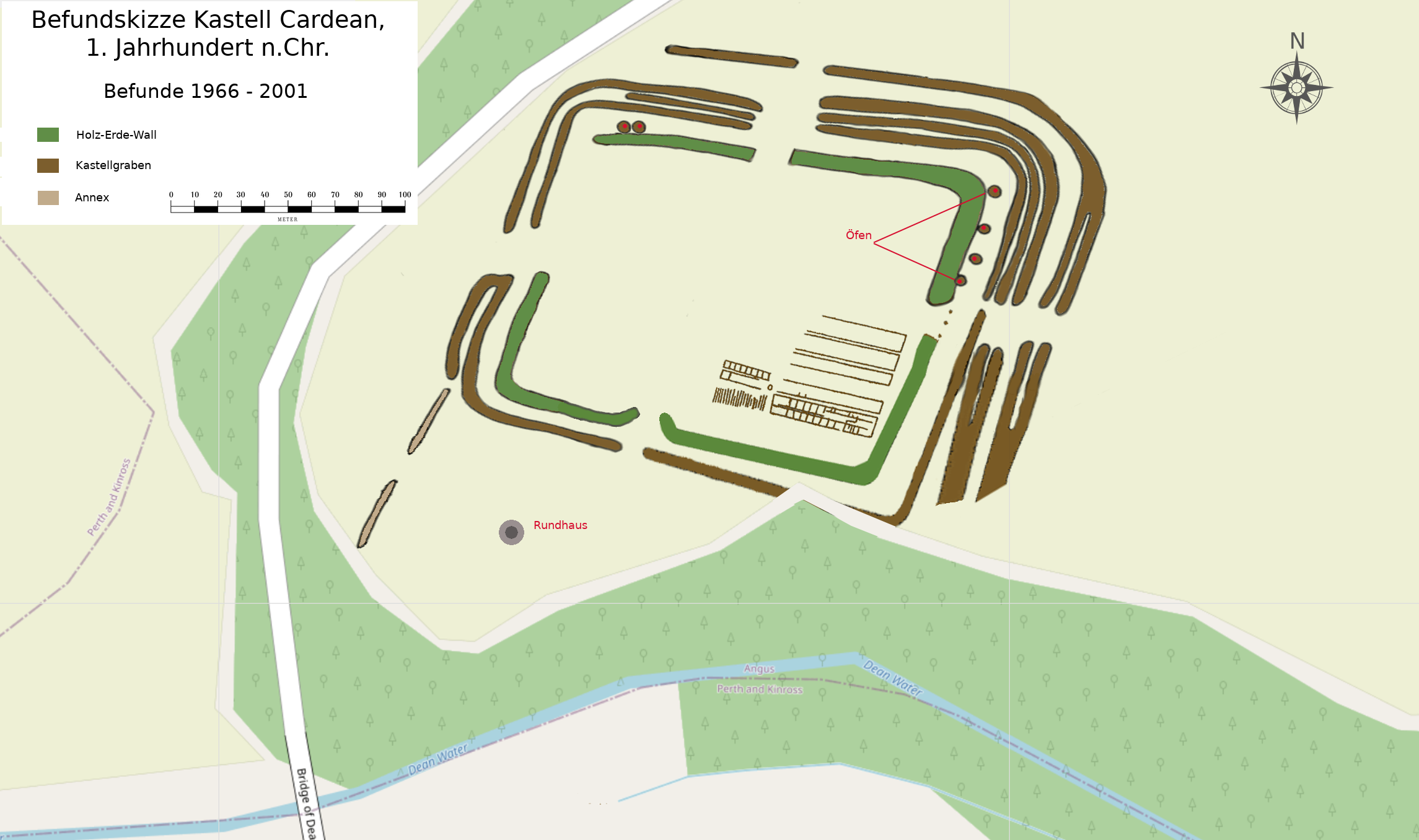
Befundskizze Kastell Cardean (1966–2001)

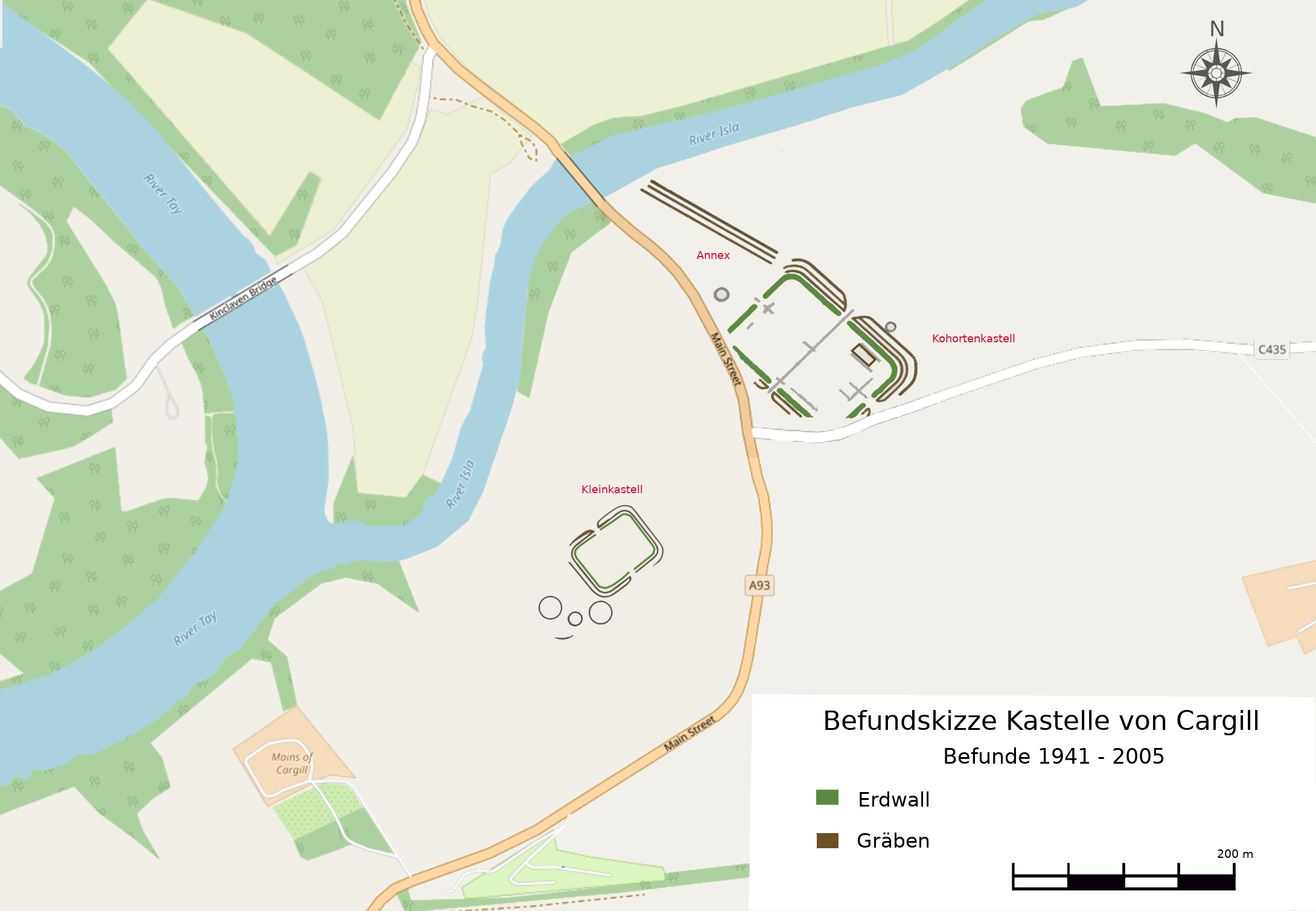
Befundskizze Kastelle von Cargill (1941–2005)

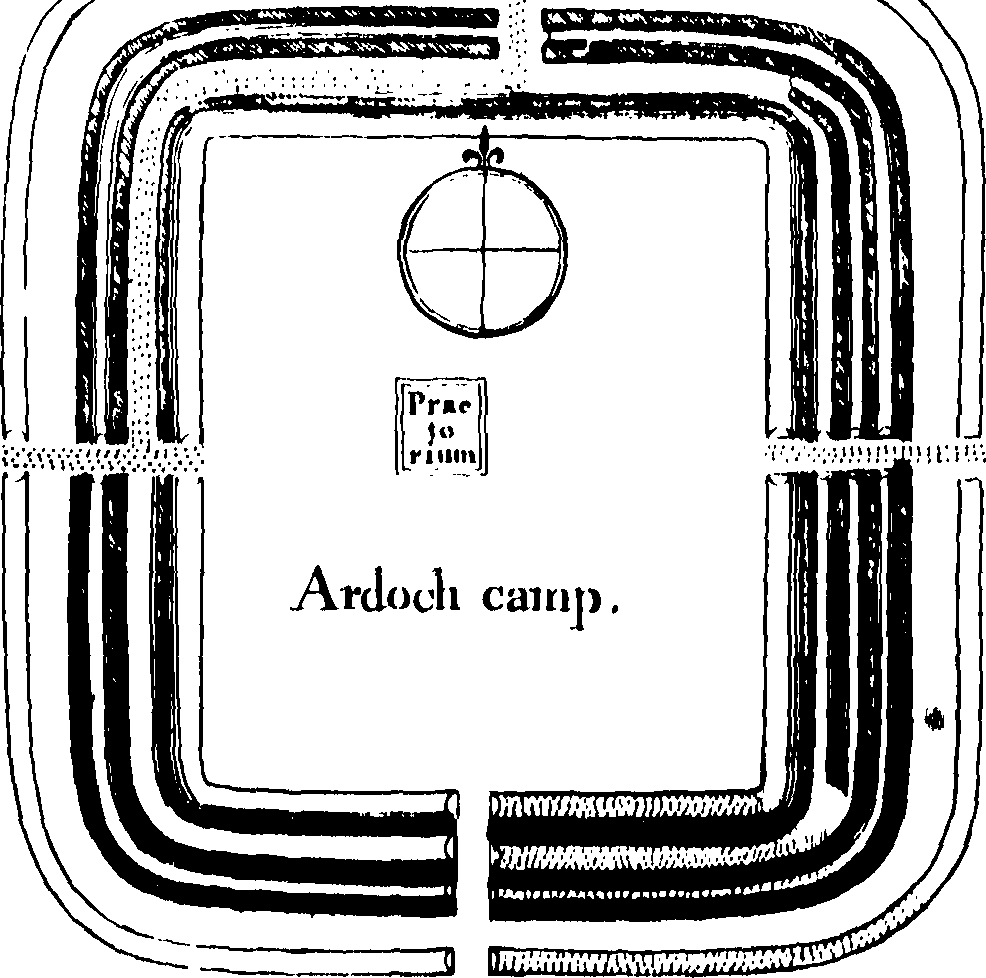
Planskizze des Kastell Ardoch von 1732

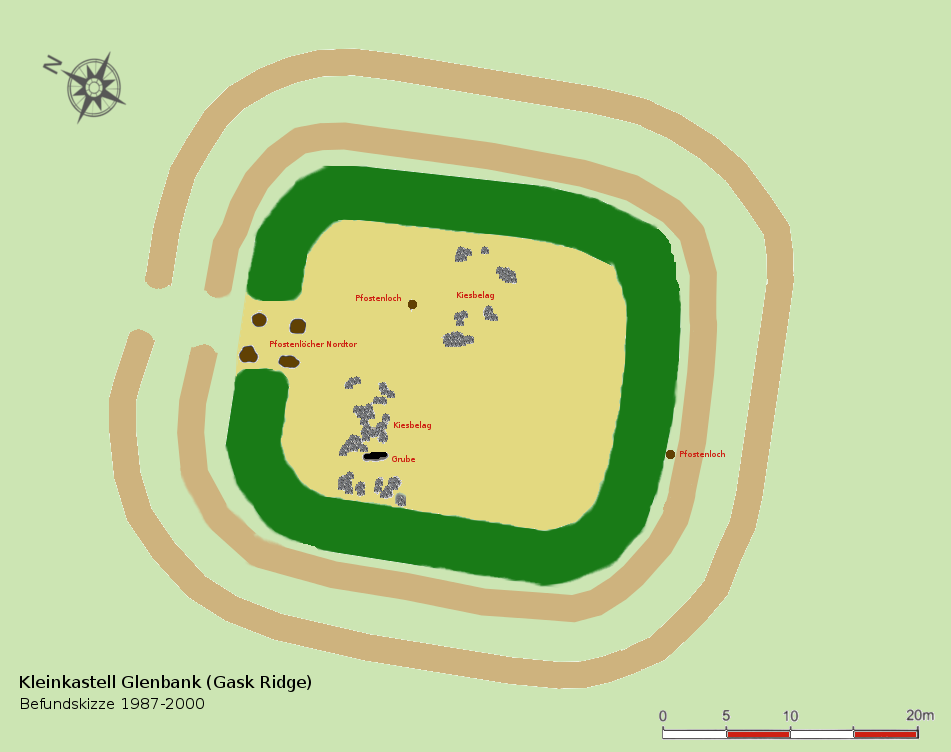
Befundskizze Kleinkastell Glenbank

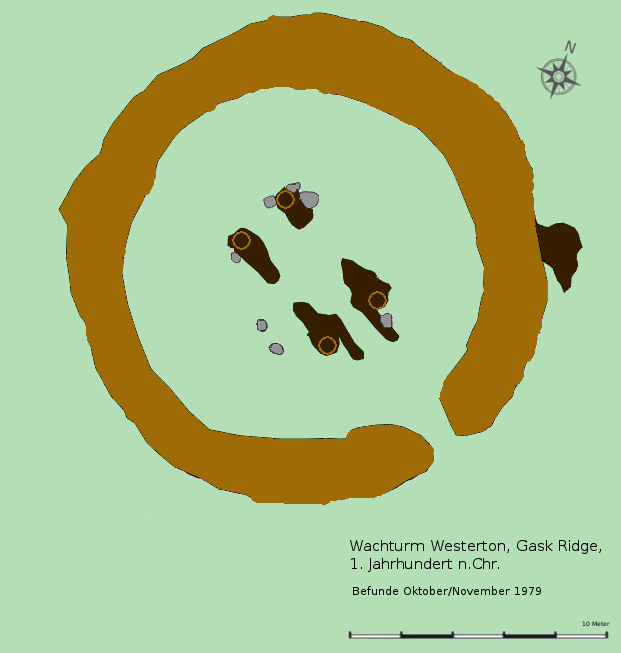
Befundskizze Wachturm Westerton (Eingrabenanlage)

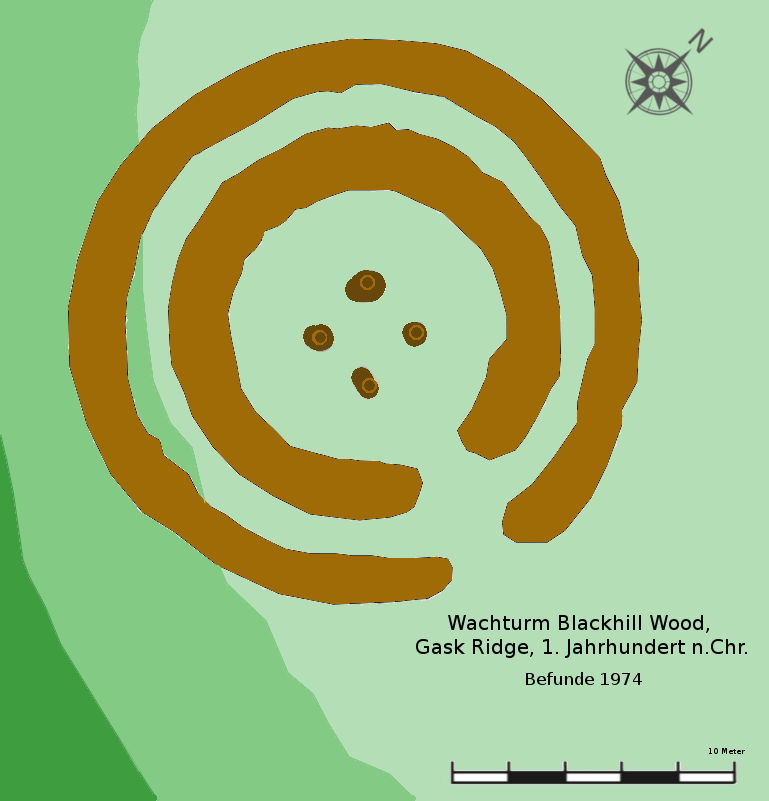
Befundskizze Wachturm Blackhill Wood (Doppelgrabenanlage)

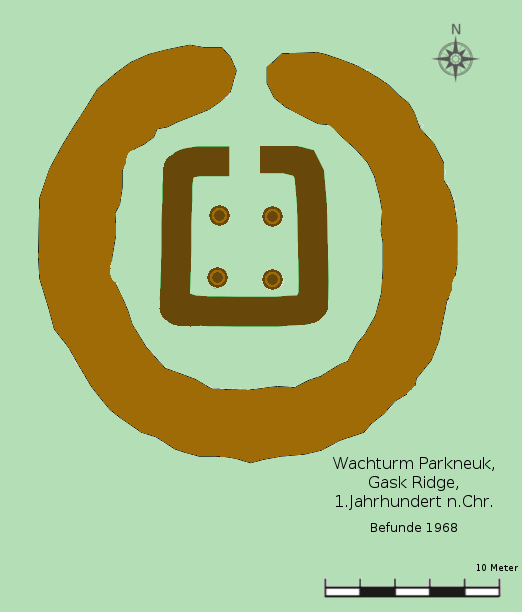
Befundskizze Parkneuk Cottage (Wachturm mit zusätzlicher Erdwallbefestigung)

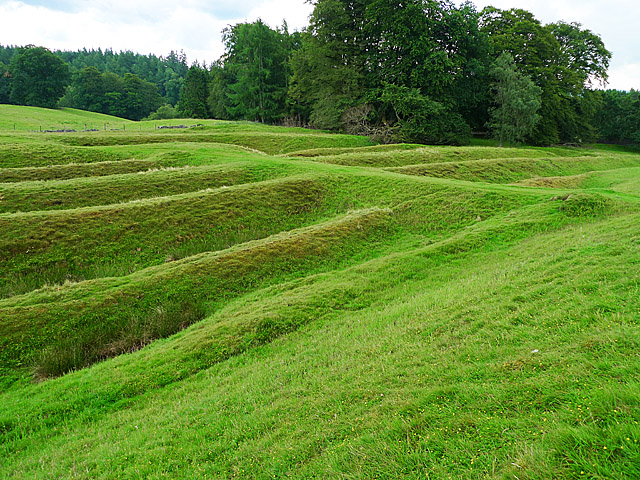
Reste der Wälle und Gräben des Kastell Ardoch

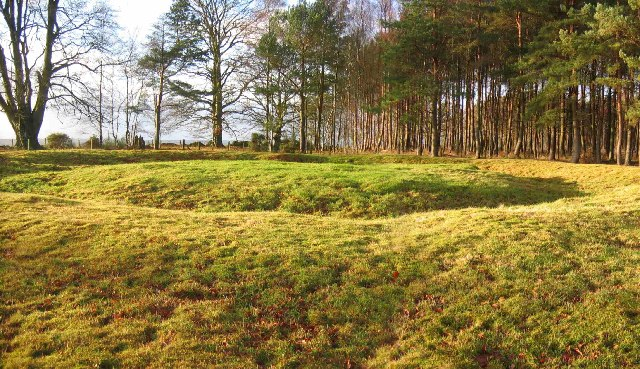
Turmstelle Kirkhill

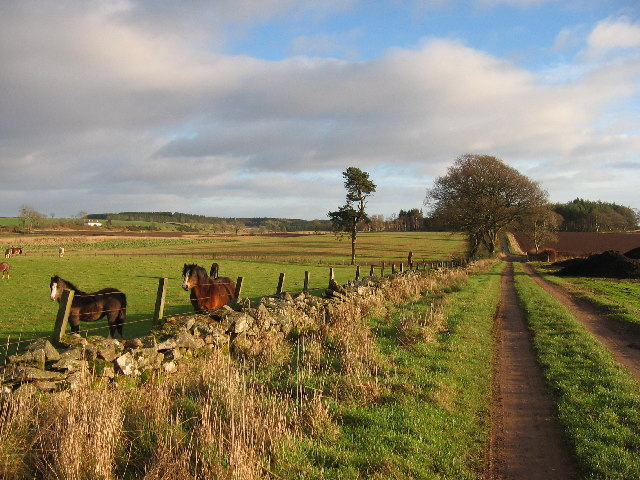
Güterweg auf der Trasse der ehemaligen römischen Militärstraße

Da deutsche Archäologen die Gründung des germanischen Limes 15 bis 20 Jahre später vordatiert haben, scheint die Gask-Ridge-Linie die erste befestigte Landgrenze Rom's gewesen zu sein.
Daher kann die Forschung dort den Prototyp eines römischen Limes studieren und seine Entwicklung rekonstruieren. Das Hauptmerkmal römischer Grenzsicherungssysteme sind Kastelle, die entlang einer Straße aufgereiht sind, die Lücken dazwischen werden durch Kleinkastelle und Wach- bzw. Signaltürme ausgefüllt. Bis dato sind in Schottland nördlich der Forth-Clyde-Linie über 70 temporäre Marschlager, eine Legionsfestung und 14 Hilfstruppenkastelle bekannt. Die meisten von ihnen stammen aus flavischer Zeit, auch diverse Münzfunde deuten darauf hin, dass das Gebiet tatsächlich am Ende der 80er Jahre aufgegeben wurde.
Die Gask-Ridge-Linie war wahrscheinlich Roms erster Limes, der mit einem derartig hohen materiellen Aufwand gesichert wurde. Er war aber nicht wie später der Hadrians- und der Antoninuswall als durchgehendes Sperrwerk konzipiert worden. Der Kern der Grenzverteidigungsanlagen reihte sich auf einer Länge von über 37 Kilometern entlang dem namensgebenden Geländerücken auf und umfasste 24 Standorte, beginnend mit dem Kleinkastell von Glenbank bei Dunblane über das Kastell Strageath bis hin zum Kastell Bertha nördlich von Perth am Fluss Tay. Neue Untersuchungen des Roman Gask Ridge Project lassen eine nördliche Erweiterung der Grenzlinie stromaufwärts der Isla bis Stracathro und möglicherweise auch noch südlich über Glenbank hinaus bis nach Doune oder sogar bis Camelon und Falkirk (Kastelle am Antoninuswall) am Firth of Forth annehmen.
Die flavianischen Festungen in Schottland konzentrierten sich an den Flüssen. Die meisten standen auf prähistorischen Gletscherzungen, andere auf Flussterrassen. Beispielgebend hierfür ist das Kleinkastell in Inverquharity, es stand auf einem flachen Kamm, der von einem fluvio-glazialen Plateau übrig geblieben war. Die einzelnen Anlagen waren auch jeweils in Sichtkontakt mit den unmittelbar benachbarten Befestigungen positioniert, die mehrheitlich zwischen 0,8 bis 1,5 Kilometer voneinander entfernt waren. Damit ermöglichten sie eine fast lückenlose Kontrolle des topografischen Übergangs von den Low- zu den Highlands entlang der römischen Militärstraße. Die Lage des Kleinkastells Glenbank zwischen den Kohortenkastellen von Doune und Ardoch und dem Kleinkastell Kaims zwischen Ardoch und Strageath lässt auf eine abwechselnde Anordnung von Kohorten- und Kleinkastellen schließen, die entlang der Militärstraße aufgereiht und zusätzlich mit einer großen Anzahl von Wachtürmen durchsetzt waren. Versuche, einen regelmäßigen Abstandsintervall (basierend auf der römischen Meile) nachzuweisen, konnten nicht überzeugen, aber das muss angesichts der unregelmäßigen Distanzen der Türme am Wetterau-Limes in Germanien nicht sonderlich überraschen.
Jüngste Forschungsergebnisse legen nahe, dass das Grenzschutzsystem aus drei Elementen bestand:
- die Hochland-Linie mit den Glen Blockers (s. u.) an den östlichen Ausgängen der Highland-Täler,
- die Gask-Ridge-Linie entlang der Militärstraße und
- die Strathmore-Linie, sie war wahrscheinlich aber nur die nördliche Fortsetzung der Gask-Ridge-Linie.

Die Besatzungen der Hilfstruppenkastelle (Auxilia) an der Gask Ridge und die zwischen ihnen platzierten Wachtürme schützten vor allem die strategisch wichtige Militärstraße zu den Häfen am Firth of Tay und Firth of Forth im südlichen Teil des Küstenlandes, die Besatzungen der Glen-Blocker-Kastelle sicherten die Zugänge zu den Hochlandtälern.

### Funktion
Das gesamte Überwachungssystem war wahrscheinlich darauf ausgelegt, den potenziellen Invasionskorridor zwischen Strathmore, Strathearn und Strathallan zu kontrollieren, und obwohl die nördlicheren Kastelle als „Glenblocker“ bezeichnet werden, bestand ihre Hauptaufgabe wohl darin, sich vor Überraschungsangriffen aus den Hochlandtälern zu schützen. Sie könnten aber genauso dazu gedient haben zu verhindern, dass Angreifer, die sich in Richtung Strathmore bewegten, die Grenzlinie umgingen, indem sie über die Pässe stiegen, die den Loch Lomond und die Flusstäler des Tay, Earn und Teith innerhalb des Hochlandes verbinden. Die Grenze mag daher eine breiter gefächerte strategische Bedeutung gehabt haben als oft angenommen.
Der römische Historiker Cassius Dio schrieb im frühen 3. Jahrhundert n. Chr., dass nördlich der „Mauer“ (vermutlich war damit der Antoninuswall gemeint) zwei indigene Stämme lebten – die Maeatae und die Caledonii. Dieser Umstand hat auch zur Mutmaßung geführt, dass die Gask-Ridge-Grenze die Siedlungsgebiete der beiden Stämme spalten sollte. Agricola war ein sehr erfahrener Befehlshaber, der schon während des Boudicca-Aufstands in Südbritannien gedient hatte und auch am Sieg über die Stämme in Wales und Nordengland seinen Anteil hatte. Er war sich wohl bewusst, dass die Unterwerfung der im Hochland ansässigen Stämme eine kostspielige, verlustreiche und langwierige Kampagne erfordern würde, die in keinem Verhältnis zum wirtschaftlichen Nutzen der neu hinzugewonnenen Länder stehen würde. Stattdessen verfolgte er dort eine andere Strategie, er wollte den Hochlandstämmen den Zugang zu den landwirtschaftlich ertragreichsten Flächen der heutigen Fife Halbinsel, Tayside, Aberdeenshire und Moray komplett abschneiden. Dies sollte in vier Schritten erreicht werden:
- Sicherung der Landenge zwischen Firth of Clyde und Firth of Forth: Agricola ließ entlang der schmalen Landbrücke zwischen den Flüssen Clyde und Forth die Kastelle von Balmuildy, Cadder, Camelon, Castlecary, Mumrils und Old Kilpatrick gründen. Diese Kastelle wurden im 2. Jahrhundert wieder besetzt und in den Antoninuswall integriert.

- Glen Blocker: Das unwegsame Gelände Nordschottlands ermöglichte das Reisen nur durch eine Reihe von Tälern (Glens), die in das Hochlandmassiv und naturgemäß aus diesem auch wieder herausführten. An jedem dieser Brennpunkte wurden Kastelle errichtet, die mit Hilfstruppen besetzt wurden und sicherstellten, dass sie niemand unbeobachtet passieren konnte.

- Errichtung des Gask Ridge Limes um die Halbinsel Five zu sichern.

- Stationierung einer Legion in Inchtuthil. Das Lager nahm dort eine zentrale Position ein und ermöglichte eine schnelle und schlagkräftige Reaktion auf eventuelle Einfälle der Hochlandstämme.

Der Zugang zu den Highlands über die Gask Ridge war zwar nicht sonderlich schwierig zu bewältigen, aber nicht die von der Armee und den Händlerkarawanen bevorzugte Route in den Norden. Diese führte über Strathearn südlich des Bergrückens; heute verläuft dort die Fernstraße A9. Anfänglich stand das lateinische Wort Limes für befestigte, an den Feind führende Straßen. Der Begriff wandelte und erweiterte sich im Laufe der Zeit und bezeichnete letztendlich eine von den römischen Truppen permanent besetzt gehaltene Grenzzone. Er war generell ein Verteidigungssystem, das auf der Fähigkeit beruhte, rasch eine große Masse von Truppen zu koordinieren und hierfür über ein Netzwerk von Festungen und Wachtürmen zu kommunizieren. Am Gask-Ridge-Limes dürfte die Intention aber mehr auf der Beobachtung als auf der Verteidigung gelegen haben. Von den Anhöhen aus konnte der dortige Hauptverkehrsweg sehr gut überblickt werden. Die Mehrheit der Wachtürme, die entlang dieser Straße aufgereiht worden waren, standen im Süden der Gask Ridge, nutzten die Topographie jedoch im Allgemeinen nicht optimal aus, um eine maximale Rundumsicht zu gewährleisten, wie beispielsweise in Westmuir, wo eine Position nur 300 m nördlich den Turm auf den höchsten Geländepunkt der Gask Ridge gestellt hatte. Ungeachtet dessen hatte man sowohl von den Wachtürmen von Raith als auch von Midgate einen außergewöhnlich guten Blick nach Norden. Es ist mithin wahrscheinlich, dass sich die Wachturmbesatzungen in Wahrheit auf die Aktivitäten der indigenen Bevölkerung im Süden und auf der Halbinsel Five konzentrierten, also eher in Richtung der Nordseeküste anstelle des Hochlandes. Im Notfall sollte der Gask-Ridge-Limes als ein einziges koordiniertes Ganzes agieren und eine rasche Truppenkonzentration an den Brennpunkten ermöglichen. Vielleicht bestand die Aufgabe der Grenzsoldaten auch nur darin, feindliche Krieger, die die Grenze passiert hatten, nicht um jeden Preis aufzuhalten, sondern nur auszukundschaften, wo sie sich hinbewegten, um sicherzustellen, dass sie danach von den – teilweise – berittenen Greiftrupps aufgespürt, vertrieben oder unschädlich gemacht werden konnten.
Eine weitere Aufgabe der Besatzungen war wohl die Nachrichtenweitergabe mit optischen Signalen und die Kommunikation untereinander mittels Meldeläufern oder Meldereitern. Da die römischen Langstreckensignale auf visuellen Techniken beruhten, konnten sie nur auf maximale Sichtweite weitergegeben werden. Es ist so gut wie sicher, dass dies ebenfalls – wie an den anderen Limites des Reiches auch – zwischen den Stützpunkten an der Gask Ridge praktiziert wurde, obwohl die unterschiedlich langen Distanzen zwischen den Wachtürmen und die noch ungeklärte Entstehungszeit der Kleinkastelle keine klare Aussage hierüber zulassen. Die bisherigen Forschungsergebnisse stützen jedoch die Annahme, dass die Wachtürme hauptsächlich der Sicherung der Militärstraße dienten und Frühwarnsystem im Falle eines Angriffs der Hochlandstämme waren. Dieses Überwachungs- und Kommunikationssystem ist auch der Grund, warum die Gask-Ridge-Linie ganz klar als „Limes“ bezeichnet werden kann. Während der Ausgrabung am Wachturm Huntingtower wurde eine Probe des Humusmaterials aus dem südlichen Teil des Wehrgrabens entnommen und zur Pollenanalyse der University of Glasgow (Susan Ramsay) übergeben. Es stammte aus dem Primärschlamm des Grabens, was bedeutet, dass die Probe das Umland während der Nutzungsdauer des Turms abbildete. Die Untersuchung kam zu dem Ergebnis, dass dort damals eine offene, weitgehend baumlose Graslandschaft vorgeherrscht hat, die sich gut für die Überwachung und Signalweitergabe an das Kastell Bertha eignete. Die dominierende Baumart war die Erle, dies ist nicht überraschend angesichts der Nähe der Flüsse Pow Water und Almond, entlang deren Ufer diese auch heute noch sehr häufig anzutreffen ist.
Ein Experiment mit Lichtsignalen zwischen dem Kastell Bertha und den Türmen von Peel und Westmuir ergab, dass die Turmkette wahrscheinlich in zwei separate Abschnitte unterteilt war, höchstwahrscheinlich bestimmt durch die Entfernung zum nächstgelegenen Kastell, möglicherweise jedoch auch nach Anzahl der Standorte. Die Lichtzeichen wurden aus drei verschiedenen Höhen abgegeben. Dabei stellte man fest, dass erst ab einer Höhe 10 m die Signalkette vollständig miteinander verbunden war.

### Legionslager
Während die Kohorten- und Kleinkastelle entlang der Grenze über genügend Truppen verfügten, um kleinere Sicherheitsprobleme in Eigenregie zu lösen und die täglichen grenzpolizeilichen Aufgaben zu erfüllen, hing die römische Herrschaft auch davon ab, dass man bei Gefahr rasch eine große und gut ausgerüstete Streitmacht aufbieten konnte. Das hierfür erforderliche Legionslager, Pinnata Castra oder Victoria (Inchtuthil), wurde um 83 n. Chr. gegründet und war das militärische Zentrum der damaligen Nordgrenze. Es war etwa 21 ha groß und beherbergte die Legio Vicesimae Valeria Victrix, sie stellte mindestens ein Drittel der gesamten Gask-Ridge-Garnison. Nur seine 5000 bis 6000 Mann starke Besatzung wäre in der Lage gewesen, eine Koalition der nördlichen Stämme abzuwehren. Inchtuthil stand relativ zentral an der Mündung des Strath Tay und überwachte die Route nach Inverness. Von diesem Standort aus hatte man einen guten Blick auf das Nordufer des Tay und konnte u. a. auch die Zugangswege nach Braemar und seinem Hinterland blockieren. Es diente Agricola ursprünglich als Hauptquartier für seine Kampagnen gegen die nördlichen Stämme und konnte im Krisenfall als Basis für rasche Vergeltungszüge oder weiteren Expansion ins Barbaricum (Hochland) herangezogen werden.

### Straßenkastelle
Die Hilfstruppenkastelle an der Militärstraße hatten einen quadratischen Grundriss mit abgerundeten Ecken (Spielkartenform), waren zwischen 1,8 und 3,6 ha groß und bestanden ausnahmslos aus Holz und Erde. Sie konnten eine Besatzung von rund 500 Mann (Kohorte) aufnehmen und verfügten über die für frühkaiserzeitliche Hilfstruppenlager standardmäßigen Innengebäude: im Zentrum das Hauptquartier (principia), das Wohnhaus des Kommandanten (praetorium), ein oder zwei Getreidespeicher (horrea) und Mannschaftskasernen (contubernia), einschließlich Funktionsgebäuden wie Werkstätten (fabricae), Backstuben und einer Latrine. Sie entsprachen damit den römischen Standardbefestigungen des 1. und 2. Jahrhunderts n. Chr. Deren Garnisonen wurden für die täglichen Grenzsicherheitsaufgaben eingesetzt. Mit Ausnahme von Strageath und Bertha (Distanz zwischen den beiden Lagern ungefähr 20 km) waren die übrigen Kastelle rund 11 km voneinander entfernt, entsprechend dem Abstand der Wallkastelle entlang der Hadriansmauer. Das Areal von Ardoch ist für die Öffentlichkeit zugänglich gemacht worden. Dort sind noch gut erhaltene Erdwälle und Wehrgräben zu sehen.
Entlang der Militärstraße standen folgende Kohortenkastelle:
| Kastell (antiker Name) | Garnisonstruppe                                  | Lage |
| ---------------------- | ------------------------------------------------ | --- |
| Camelon                | Legio Vicesimae Valeria Victrix (Bauvexillation) | südwestlich des Stadtzentrums von Falkirk im Ortsteil Cameron, 200 m vom Südufer des Carron (Golfplatz Falkirk)                    |
| Doune                  |                                                  | etwas südlich des Ortskerns von Doune, am Nordufer des Teith                                                                       |
| Ardoch (Alauna)        | Cohors Primae Aelia Hispanorum equitata          | nördlich von Braco, am Ostufer des Knaik                                                                                           |
| Strageath              |                                                  | 3 km nordwestlich von Muthill, am Westufer des Earn                                                                                |
| Bertha                 |                                                  | 4 km nordwestlich von Perth, östlich der Mündung des Almond in den Tay                                                             |
| Kastelle von Cargill   |                                                  | am Zusammenfluss von Isla und Tay.                                                                                                 |
| Kastell Cardean        |                                                  | am Zusammenfluss von Isla und Dean Water                                                                                           |
| Kastell Stracathro     |                                                  | 800 m östlich des Weilers Inchbare, am Südufer des West Water, nahe dem Zusammenfluss von Cruick- und West Water mit dem North Esk |

### Glen-Blocker-Kastelle
Die Bezeichnung „Glen Blocker“ bezieht sich auf die Position einer Gruppe von Hilfstruppenkastellen im Südwesten der Gask Ridge, am östlichen Ausgang der Hochlandtäler (gälisch Glen oder Strath) zwischen Barocan am Clyde und Stracathro. Sie entstanden vermutlich schon während der flavischen Herrschaftsperiode unter Agricola und sollten das landwirtschaftlich ertragreiche Küstenland zwischen Strathallan und Strathearn gegen Einfälle von Westen schützen. Diese Lager befanden sich in einer besonders exponierten Position, da sie jederzeit aus den Glens (Bergtälern) heraus überraschend angegriffen werden konnten. Insbesondere das Lager von Bochastle war stark gefährdet, da seine Besatzung keine uneingeschränkte Sicht auf den von ihr zu sichernden Talausgang hatte. Es ist möglich, dass sie vom Oberkommando lediglich als Zwischenlösung eingerichtet wurden (vielleicht waren sie nur einen Winter lang besetzt), während Gask Ridge noch befestigt wurde. Alternativ könnten sie auch als Stützpunkte für schnelle Vorstöße der Armee (Raids) in die Highlands konzipiert worden sein, die aber wohl bald eingestellt wurden. Die Kastelle der zweiten Linie auf Gask Ridge waren für die Überwachungsaufgaben besser platziert, da so im Krisenfall noch ausreichend Zeit blieb, sich auf die Abwehr von Eindringlingen vorzubereiten. Ob die Kastelle von Cardean, Stracathro und Doune ebenfalls zu den Glen Blockern zählten, ist umstritten. Ihre Standorte lagen etwas weiter von ihren jeweiligen Glens entfernt, erfüllten aber wohl dieselbe Funktion.
Glen-Blocker-Linie:
| Kastell (antiker Name)     | Garnisonstruppe | Lage |
| -------------------------- | --------------- | --- |
| Kastell Drumquhassle       |                 | in der Nähe von Drymen, mit Blick auf das südliche Ende des Loch Lomond und die Straße zum Clyde                             |
| Kastell Malling            |                 | am Lake of Menteith mit Blick auf den Zugang zum Duke's Pass und zu einer Engstelle zwischen den Bergen und den Forth Mosses |
| Kastell Bochastle          |                 | in der Nähe von Callander, mit Blick auf die Straße zum Loch Katrine und zum Lenypass                                        |
| Kastell Dalginross         |                 | in der Nähe von Comrie mit Blick auf das östliche Ende des Loch Earn                                                         |
| Kastell Fendoch            |                 | nördlich von Crieff mit Blick auf den Sma'Glen                                                                               |
| Kleinkastell Inverquharity |                 | in der Nähe von Kirriemuir, am östlichen Ende von Glen Clova                                                                 |

### Kleinkastelle
Bei diesen Befestigungen handelte es sich um im Grundriss annähernd rechteckige, 0,1 ha große Holz-Erde-Konstruktionen, die von einem Doppelgraben umgeben waren. Ihre Besatzung umfasste wohl nicht mehr als 80 Mann der Auxiliartruppen. Auch die Innenbauten waren aus Holz, das einzige Tor bestand aus einem Holzturm mit Durchgang, der von Nordwesten (Militärstraße) aus betreten werden konnte.
An der Gask Ridge Linie sind bislang die Standorte von vier Holz-Erde-Kleinkastellen bekannt geworden:
- Glenbank (in der Nähe von Dunblane),
- Kaims (zwischen Ardoch und Strageath),
- Midgate (direkt neben einem Wachtturm) und
- Cargill (südwestlich des Kohortenkastells).

sowie eines, das noch bei Raith vermutet wird. Obwohl die Lager von Kaims und Midgate archäologisch untersucht wurden, haben diese keine belastbaren Belege für ihre Datierung geliefert. Es ist daher ungewiss, ob diese gleichzeitig mit dem Gask-Ridge-Grenschutzsystem oder erst etwas später entstanden. An einigen Stellen gibt es auch Anzeichen dafür, dass die Wehrgräben mehrmals neu ausgehoben wurden, jedoch nicht bevor sich eine beträchtliche Schlammschicht im Grabenboden gebildet hatte. Einige der Gräben waren fast bis zum ursprünglichen Bodenniveau verschlammt, bevor sie wieder ausgeräumt wurden. Diese Arbeiten müssen einige Zeit angedauert haben, insbesondere beim Kleinkastell Glenbank, dessen Gräben nicht weniger als dreimal erneuert wurden.

### Wach- und Signaltürme
Insgesamt konnten an der Gask Ridge bisher 18 Holz-Erde-Exemplare mit einem Abstand zwischen 800 und 4000 Metern lokalisiert werden. Die Überreste von einigen dieser einst in der Landschaft völlig freistehenden Türme sind noch als leichte Bodenerhebungen zu erkennen, viele der Turmstellen liegen heute jedoch in Waldgebieten. Das war im 1. Jahrhundert nicht der Fall, da die Wälder nahe der Gask Ridge gerodet wurden, um Baumaterial zu gewinnen und eine uneingeschränkte Sicht auf die Umgebung zu ermöglichen. Die Ausgrabungen an vier Gask-Türmen (Greenloaning, Shielhill South, Blackill Wood und Huntingtower) ergaben anstelle der erwarteten einen Bauphase mindestens zwei und möglicherweise auch drei Phasen. Obwohl die Trasse der Militärstraße recht gut erforscht ist, ist nicht klar, wo genau die Turmkette begann bzw. endete. Der südlichste bekannte Wachturm an der Straße stand bei Greenloaning, 2,5 Kilometer südlich von Kastell Ardoch. Der nördlichste befand sich in Huntingtower, ungefähr 3,2 km vor dem Kastell Bertha. Es ist jedoch sehr wahrscheinlich, dass die Anzahl der Turmstellen, von denen man heute Kenntnis hat, nicht vollständig ist. Das Kleinkastell Glenbank ist von Doune aus nicht zu sehen und obwohl Huntingtower in seiner (wahrscheinlich) ursprünglichen Turmhöhe von Bertha aus sichtbar gewesen wäre, deuten sowohl die Distanz zum Kastell als auch Versuche mit Lichtsignalen darauf hin, dass noch weitere Türme – an beiden Enden der Gask-Ridge-Linie – in Zukunft entdeckt werden könnten. Andere offensichtliche Lücken bestehen zwischen den Turmstellen von Westmuir, Peel, Westerton, Kastell Strageath, Greenloaning und dem Kastell Ardoch. Man nahm zunächst an, dass die damaligen Signaltechniken auf eine Entfernung von etwa einer römischen Meile beschränkt waren. Experimente haben jedoch gezeigt, dass fast alle bekannten visuellen Methoden der Römer – auch bei weniger gutem Wetter – viel weiter reichen konnten, hier insbesondere die mittels Leuchtfeuern weitergegebenen Signale.
Detaillierte Beschreibungen in:
- Kleinkastelle und Wachtürme der Gask Ridge

### Militärstraße
Zu den wichtigsten Elementen des Limes gehörte eine gut ausgebaute Straße als Versorgungsweg für Waren, Dienstleistungen und für schnelle Truppenverlegungen. Sie verlief nordwestlich von Camelon ausgehend nach Doune. Danach führte sie in nordöstlicher Richtung über Kastell Ardoch und Kastell Strageath, bevor sie nach Ost-Nordost dem Höhenrücken der Gask Ridge folgte. 1845 beschrieb sie ein Amtmann in Perthshire folgendermaßen: „Der römische Straßendamm, der durch die Gemeinde auf einer Anhöhe verläuft, ist 20 Fuß breit und besteht aus rauen Steinen, die eng zusammengelegt sind. An der Seite dieses Dammes sind Stationen aus der Römerzeit sichtbar. Sie sind von Gräben umgeben, die sehr unterschiedlich sind.“ Die Straße nutzte die günstige Topographie entlang der Abhänge zwischen Strathallen und Strathearn, die den Besatzungen der dort platzierten Kleinkastelle und Wachtürme eine hervorragende Sicht in alle Himmelsrichtungen ermöglichte. Zwischen den Türmen von Parkneuk und Westmuir folgte sie dem relativ flachen Hügelkamm der Gask Ridge. Von dort hat man einen guten Blick sowohl auf die umgebende Landschaft als auch auf die übrige Gask-Ridge-Linie. Sie schwang sich dann wieder nach Nordosten zum Kastell bei Bertha und dann vermutlich weiter nach Norden in Richtung des Kastell Cargill, Inverquharity und bis zum Kastell Stracathro. Ihr Verlauf konnte jedoch nur zwischen dem Kastell von Strageath und dem Wachturm von Westmuir klar nachverfolgt werden. Der Straßenbelag bestand aus einer kompakten 7,6 m breiten Kiesschicht. Zwei V-förmige, jeweils 0,6 m tiefe Entwässerungsgräben flankierten die Straße. Sie scheint eine rein militärische Funktion erfüllt zu haben, der Handelsverkehr nutzte eine etwas südlichere Route über Strathearn (die heutige Autostraße A9).

### Marschlager

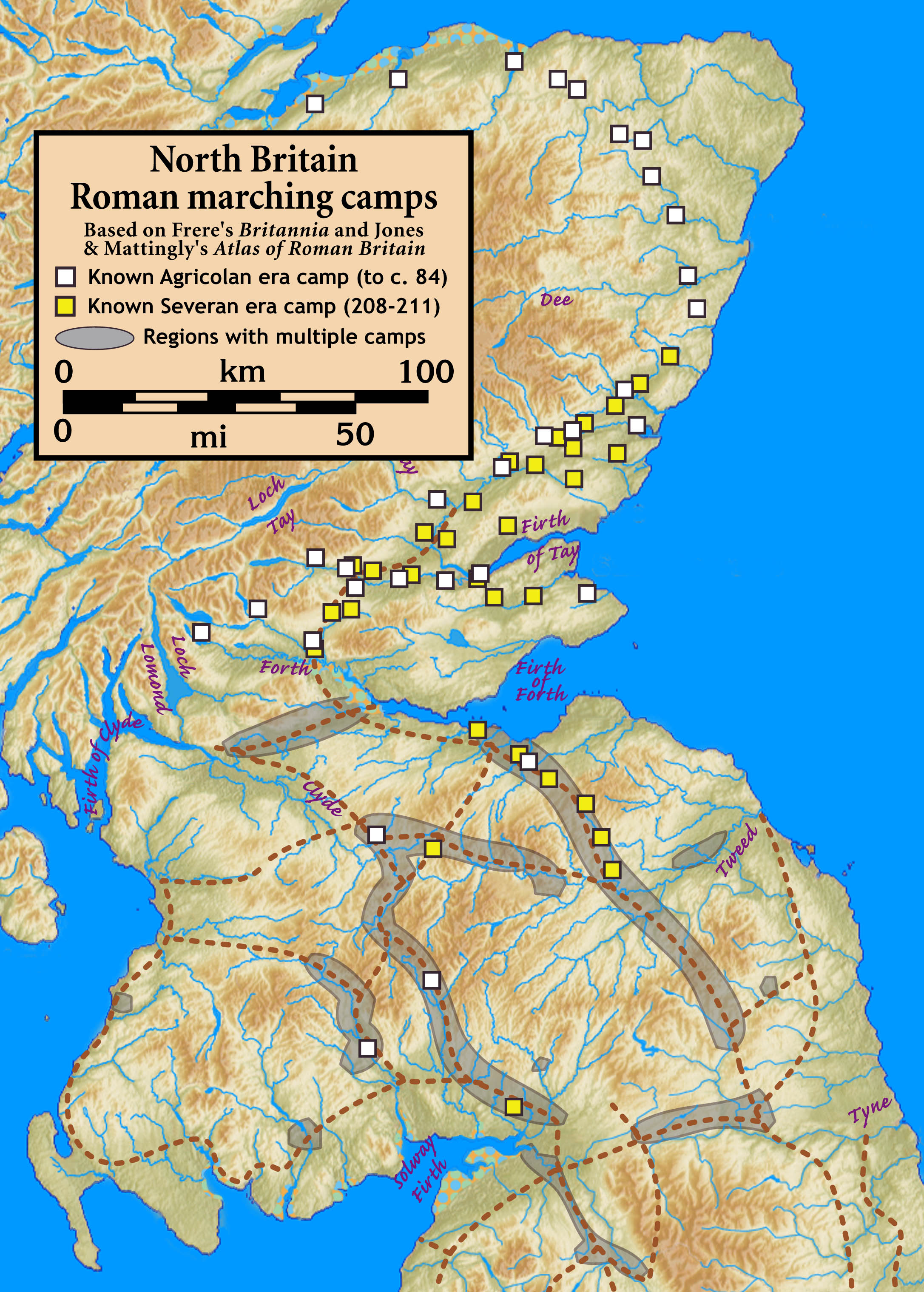
Marschlager in Nordbritannien (1. und 3. Jahrhundert)

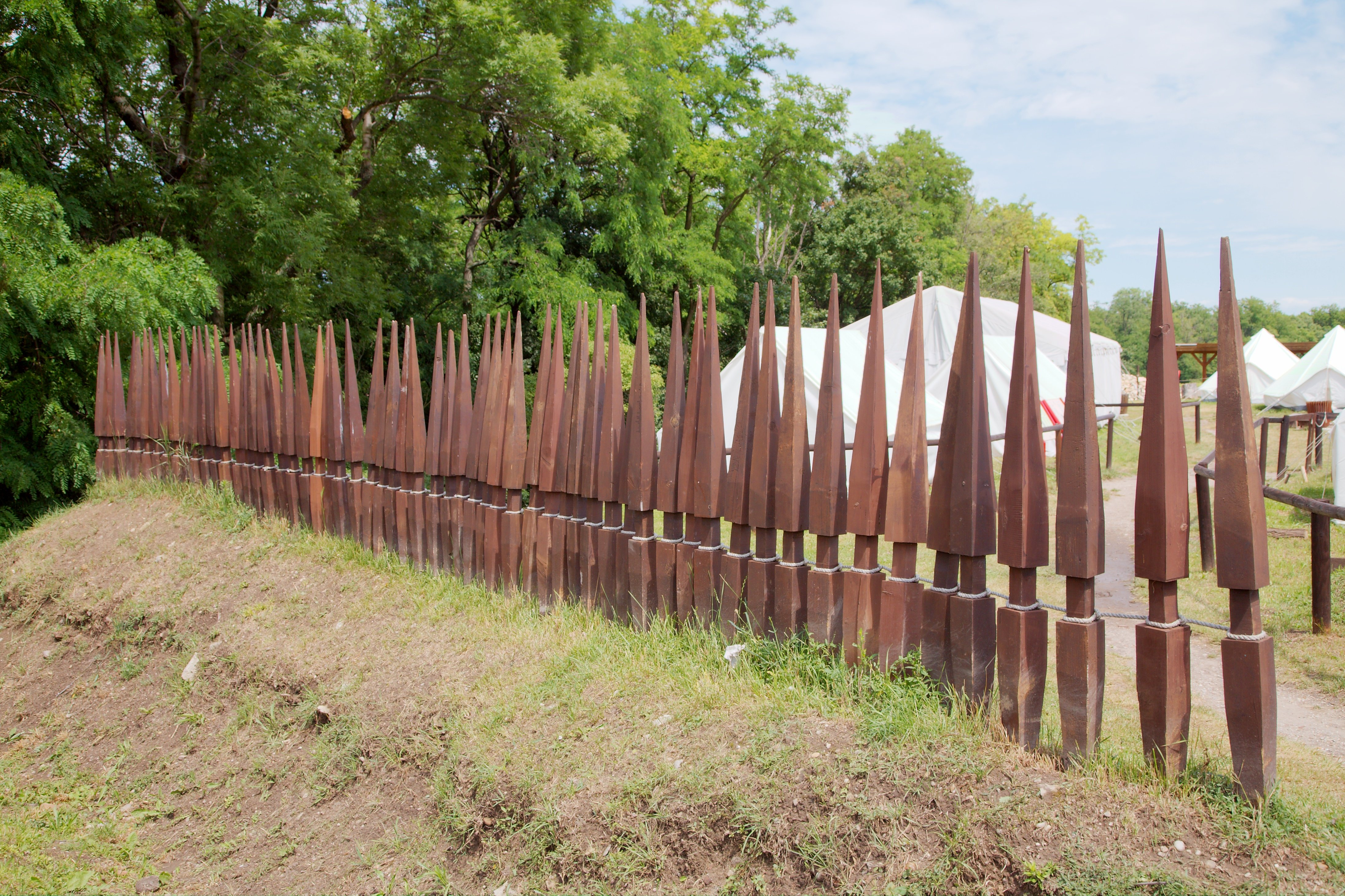
Nachbau der Umwehrung eines Marschlagers aus Schanzpfählen und Erdwall (pilum murale) in Carnuntum

Diese wurden angelegt, um die Soldaten – meist nur für sehr kurze Zeit – auf einem Feldzug (oder auch während Manövern) sicher zu beherbergen. Temporäre Lager, wie Flavius Josephus  sie beschreibt, sind aus vielen Provinzen des Reiches bekannt, aber in Nordbritannien wurden mehr von ihnen als anderswo im Römischen Reich beobachtet. In Schottland stieß man auf eine ganze Reihe von Lagern dieses Typs. Nördlich der Firth-Clyde-Linie wurden über 70 von ihnen nachgewiesen, die alle während der großen Schottland-Kampagnen angelegt wurden, wie die Auxiliarkastelle, nach einem einheitlichen Standard errichtet. Ihr Grundriss war quadratisch oder rechteckig mit abgerundeten Ecken und mit mehreren Toren ausgestattet. Wie Josephus berichtet, war normalerweise auf jeder Seite mindestens ein Durchgang vorgesehen, aber häufig gab es mehrere, insbesondere an den Längsseiten der Lagerwälle. Aus Zeit- und Materialmangel setzte man entweder einen Graben einige Meter davor (lat. Tituli) oder man hob ein oder zwei gebogene Gräben nach innen und außen (lat. Claviculae) aus, um damit eine Art Zwinger zu schaffen. Der Durchgang zwischen den Gräben, wurden mit einem weiteren – vorgelagerten – Graben gesichert. Die Grabungsbefunde unterstützen die Theorie, dass die kleineren Lager mit Claviculae Toren vom Ende des ersten Jahrhunderts stammen, solche mit Tituli Typus dürften entweder gegen Ende des ersten Jahrhunderts oder während der Herrschaft der Antoninen angelegt worden sein, während die großen, im Grundriss unregelmäßigen Lager mit einer Größe von etwa 48 ha als severisch gelten. Die Wälle wurden mit dem Aushub aus dem umlaufenden Wehrgraben aufgeworfen und an der Wallkrone mit einer Brustwehr aus mitgeführten Schanzpfählen (Pilum murale) verstärkt. Im Inneren wurde jeder Kohorte ihr vorbestimmter Sektor zugewiesen, in dem sie ihre Zelte aufstellen konnten. Zwischen den Zeltreihen und der Innenseite des Walles beließ man einen breiten Sammlungsraum, damit im Notfall die Soldaten rasch ihre Positionen am Wall besetzen konnten. Im Zentrum des Lagers stand das Zelt des Kommandanten, in dem die Feldzeichen und Kaiserstandarten aufbewahrt wurden.
Wie schwierig es ist, diese nur kurzzeitig besetzten Lager einer bestimmten Zeitperiode zuzuordnen zeigt sich besonders in Schottland, wo zwischen dem 1. und 3. Jahrhundert drei große Vorstöße der römischen Armee nach Norden stattgefunden haben: der unter Agricola (77/78–83/84), Antoninus Pius (138-161) und später noch einmal unter Septimius Severus (208–211). Aus diesem Grund und weil Soldaten im Feld nur wenige ihrer Besitztümer bei sich hatten, werden wichtige Artefakte wie Keramik oder Münzen, die dazu beitragen könnten, diese Lager zu datieren, dort nur sehr selten vorgefunden. Auch die Überreste ihrer – relativ schwachen – Verteidigungsanlagen und einfachster Infrastruktur wurden gewöhnlich durch die spätere Landkultivierung fast restlos ausgelöscht. Glücklicherweise zeigen sich deren Fundamentgräben oft als Bewuchsmerkmale (englisch cropmarks). Wenn das Lager etwas länger besetzt war, wurden vor den Zelten Gruben gegraben, um dort den Müll zu entsorgen, oder auch hinter dem Wall für Latrinen und Kochstellen. Die meisten von ihnen, die heute bekannt sind, wurden auf Luftaufnahmen entdeckt. Viele Marschlager wurden an der Ostküste, aber kürzlich auch an der Westküste lokalisiert. Nördlich der Gask Ridge befand sich eine Reihe von Marschlagern, die im 1. Jahrhundert für Erkundungsvorstöße bis in die Region um Inverness (und möglicherweise noch weiter nördlich) errichtet wurden. Marschlager (einige stammen aus dem 3. Jahrhundert) wurden auch im schottischen Tiefland um Aberdeenshire und Moray entdeckt. Die aus dem 1. Jahrhundert standen bei Ardoch, Strageath, Inchtuthil, Battledykes (wahrscheinlich aber nicht mit derselben Gründungszeit wie die der Gask-Ridge-Kastelle), Stracathro, Raedykes und des Elsick Mounth an der Straße nach Normandykes. Weitere Anlagen dieser Art werden auch in Bellie, Balnageith und Cawdor vermutet. In den 1990er Jahren wiesen Forscher weitere dieser Befestigungen nördlich von Inverness und dem Moray Firth nach, die wichtigsten in Tarradale und Portmahomack. Diese werden noch von der RCAHMS (Royal Commission on the Ancient and Historical Monuments of Scotland) untersucht, um zu überprüfen, ob sie tatsächlich römischen Ursprungs sind.

## Befestigungen des Gask-Ridge-Limes um 85 n. Chr.
Aufzählung von Süd nach Nord
- KoK = Kohortenkastell,
- KK = Kleinkastell,
- WT = Wach/Signalturm

| Standort (Typus)                       | Distanzen  |
| -------------------------------------- | ---------- |
| Glenbank (KK) → Greenloaning (WT)      | ca. 2300 m |
| Greenloaning → Ardoch (KoK)            | ca. 2750 m |
| Ardoch → Blackhill Wood (WT)           | 900 m      |
| Blackhill Wood → Shielhill South (WT)  | 875 m      |
| Shielhill South → Shielhill North (WT) | 950 m      |
| Shielhill North → Kaims (KK)           | 875 m      |
| Kaims → Westerton (WT)                 | 2300 m     |
| Westerton → Strageath (KoK)            | ca. 4200 m |
| Strageath → Parkneuk (WT)              | 1750 m     |
| Parkneuk → Raith (WT)                  | 1520 m     |
| Raith → Ardunie (WT)                   | 1510 m     |
| Ardunie → Roundlaw (WT)                | 1110 m     |
| Roundlaw → Kirkhill (WT)               | 960 m      |
| Kirkhill → Muir o’ Faul (WT)           | 1440 m     |
| Muir o’ Fauld → Gask House (WT)        | 870 m      |
| Gask House → Witch Knowe (WT)          | 800 m      |
| Witch Knowe → Moss Side (WT)           | 1120 m     |
| Moss Side → Midgate (KK)               | 1400 m     |
| Midgate (Torny Hill) → Westmuir (WT)   | ca. 915 m  |
| Westmuir → Peel (WT)                   | ca. 3975 m |
| Peel → Huntingtower (WT)               | ca. 1940 m |
| Huntingtower → Bertha (KoK)            | ca. 3175 m |

Siehe auch:
- Kleinkastelle und Wachtürme der Gask Ridge

## Bevölkerung, Wirtschaft
Zu den Stämmen, die Claudius Ptolemäus nördlich der Landenge von Forth-Clyde verortete, zählten die
- Cornovii in Caithness, die
- Caereni,
- Smertae,
- Carnonacae,
- Decantae,
- Lugi und
- Creones, alle nördlich des Great Glen, die
- Taexali im Nordosten, die
- Epidii in Argyll und die
- Venicones auf der Fife-Halbinsel.

Die Bewohner Südschottlands waren
- die Damnonii im Tal des Clyde
- die Novantae in Galloway
- die Selgovae an der Südküste
- und die Votadini im Osten.

Die Caledonii siedelten im zentralen Hochland und die Vacomagi in der Nähe von Strathmore. Sie waren, wie viele der keltischen Stämme in Britannien, Bauern und Viehirten, die die Römer anscheinend immer wieder in große Schwierigkeiten brachten. Fast alle Informationen, die wir heute über sie haben, stammen aber von ihren Feinden und können daher nicht als gänzlich unvoreingenommen gesehen werden. Peter Salway vermutet, dass sie auch von piktischen Stämmen und durch britische Widerstandskämpfer aus den Süden verstärkt wurden. Nach ihnen war die Kaledonische Konföderation benannt die zu dieser Zeit im nördlichen Zentralschottland Rom stark zusetzte. Die Römer schlossen später mit den Votadini einen Friedensvertrag, womit ihr Siedlungsgebiet zur Pufferzone zwischen Römern und Caledonii wurde.
Roms Soldaten trafen am Rande der damals bekannten Welt aber keineswegs auf ein wildes und nur dünn besiedeltes Land. Ein Großteil des Waldes war schon gerodet worden, was davon noch übrig war, wurde planmäßig mit Nutzpflanzen bebaut. Die östlichen und westlich des Hochlands gelegenen Ebenen waren relativ dicht besiedelt und wurden ebenfalls bewirtschaftet, während die Täler und unteren Hänge der Hügel eine beträchtliche, wenn auch eher verstreut lebende Population aufwiesen. Im östlichen Küstenland, vom südlichen Rand des Forth of Tay bis hinter den Moray Firth, standen Gehöfte, in denen vergleichsweise wohlhabende Stammesgemeinschaften lebten. Jenseits der Hochlandlinie und zwischen der Westküste und den nördlichen Inseln war das Leben zwar wesentlich schwieriger und die Besiedlung dünner, aber auf fruchtbaren Flecken am Grund der Täler oder an der Küste konnte ebenfalls Getreide geerntet werden, während Nutztiere die Hanglagen beweideten. Das Schottland an der Zeitenwende wies wahrscheinlich eine ebenso hohe Bevölkerungsanzahl auf wie sie erst wieder im Mittelalter erreicht wurde.

## Zeittafel
- 79 n. Chr.: Der Statthalter Gnaeus Iulius Agricola startet die Eroberung von Nordengland.
- 80 n. Chr.: Seine Armee marschiert in Zentralschottland ein und gelangt bis an die Ufer des Tay.
- 81 n. Chr.: Agricola gründet in den Lowlands Kastelle, Kastell Trimontium (Newstead) wurde vielleicht ebenfalls in diesem Jahr erbaut.
- 82 n. Chr.: Agricola unterwirft den Südwesten Schottlands und erwägt die Invasion Hibernias (Irland).
- 83 n. Chr.: Abmarsch des Landheeres in die Regionen nordwestlich des Tay, die römische Flotte unterstützt den Feldzug logistisch entlang der Nordwestküste. Eine Niederlage der Legio IX Hispania gegen die Kaledonier kann dabei noch knapp abgewendet werden. Auch die Kastelle in Doun und Ardoch wurden vielleicht in diesem Jahr gegründet.
- 84 n. Chr.: Sieg über eine Koalition der nördlichen Stämme unter Calgacus in der Schlacht am Mons Graupius. Kurz danach wird Agricola nach Rom zurückbeordert.
- 84 oder 85-ca. 87 n. Chr.: Sein Nachfolger, Sallustius Lucullus, ist mindestens zwei, möglicherweise sogar vier Jahre lang an der Highland-Linie aktiv. Das Hilfstruppenkastell Fendoch und die Legionsfestung in Inchtuthil werden gegründet, vielleicht entsteht zu dieser Zeit auch der Gask-Ridge-Limes.
- 87–90 n. Chr.: Eine der vier in Britannien stationierten Legionen, die Legio II Adiutrix, wird an die Donaugrenze versetzt und Kaiser Domitian beschließt, die Eroberungen im Norden wieder aufzugeben. Inchtuthil wird nicht fertiggestellt und wieder verlassen, der Rückzug nach Südschottland ist um 90 n. Chr. abgeschlossen.
- ca. 90 n. Chr.: Das Kastell von Newstead wird massiv verstärkt.
- 90-ca. 105 n. Chr.: Die Kastelle in Südschottland werden aufgegeben.
- 105–122 n. Chr.: Zwischen dem Solway und dem Tyne wird eine neue Grenzlinie gezogen. Diese umfasste wieder eine Kette von Kastellen und Wachtürmen, die durch eine Militärstraße, den sog. Stanegate verbunden waren.
- 122–138 n. Chr.: Kaiser Hadrian besucht Britannien, setzt dabei einem neuen Statthalter, Platorius Nepos ein und lässt die Provinztruppen weiter verstärken. Er gibt den gleichnamigen Wall in Auftrag „...um die Römer von den Barbaren zu trennen.“, dieser ersetzt nach seiner Fertigstellung die Stanegategrenze.
- 139–142 n. Chr.: Nach seiner Inthronisierung beauftragt Kaiser Antoninus Pius den britannischen Statthalter Lollius Urbicus erneut in Schottland einzumarschieren und eine zweite Barriere aus Rasensoden und Holz zwischen dem Forth und Clyde zu errichten. Der Hadrianswall wird zum größten Teil aufgegeben. Einige Kastelle an der Nordgrenze werden neu errichtet, Ardoch und Newstead wieder instand gesetzt.
- 158 n. Chr.: Zumindest einige der Antoninischen Lager scheinen zu dieser Zeit von ihren Garnisonen wieder verlassen worden zu sein, die meisten von ihnen werden aber kurz darauf wieder besetzt.
- 163–165 n. Chr.: Der Antoninuswall wird endgültig aufgegeben, der Hadrianswall wieder besetzt.
- 180 n. Chr.: Die nördlichen Stämme durchbrechen im Verbund mit den Pikten den Hadrianswall, können aber bis 184 vom Statthalter Ulpius Marcellus wieder vertrieben werden.
- 193 n. Chr.: Der britannische Statthalter Clodius Albinus beansprucht den Kaiserthron. Er mobilisiert die Provinzarmee und setzt mit ihr nach Gallien über. Kurz danach fallen die Pikten von Norden in Britannien ein.
- 197 n. Chr.: Clodius Albinus unterliegt Septimius Severus bei Lyon und wird dabei getötet.
- 197–207 n. Chr.: Die Statthalter Virius Lupus (197-202) und Alfenius Senecio (202-207) vertreiben die Pikten wieder und stabilisieren die Nordgrenze.
- 208–209 n. Chr.: Kaiser Septimius Severus landet mit seinen Söhnen und Mitkaisern Caracalla und Geta mit beträchtlichen Truppenverstärkungen in Britannien. Die Friedensangebote der Pikten werden abgelehnt und ein Rachefeldzug gestartet. Die Armee besetzt Südostschottland bis zum Moray Firth und in Cramond und Carpow werden Kastelle errichtet.
- 210 n. Chr.: Weitere Kampagnen in Südostschottland.
- 211 n. Chr.: Severus stirbt nach langer Krankheit in York, der Feldzug in Schottland wird daraufhin abgebrochen und Caracalla und Geta kehren nach Rom zurück.
- 212 n. Chr.: Caracalla ermordet Geta, um Alleinherrscher im Reich zu werden. Die Bauarbeiten am Kastell Carpow werden fortgesetzt.
- nach 212 n. Chr.: Das Lager von Carpow wird wieder aufgelassen. Die Römer ziehen endgültig aus Schottland ab, nur einige Vorpostenkastelle des Hadrianswalls bleiben bis ins 4. Jahrhundert besetzt.